# Anfiteatro de Tours
El anfiteatro de Tours es un antiguo monumento escénico situado en el centro histórico de la ciudad, detrás de la catedral.
Se construyó en el siglo I, cuando Tours, con el nombre de Caesarodunum, era la capital de la pequeña ciudad de los túronos. El emplazamiento elegido, la cima de una pequeña colina en el límite de la antigua zona urbana, lo protegía de las inundaciones, facilitaba el tráfico en sus alrededores y lo señalaba desde lejos como un símbolo ostentoso del poder de la ciudad. El edificio tenía una estructura masiva y una forma elíptica, con un tamaño estimado de 122 m × 94 m. Se amplió en el siglo II (156 m × 134 m) y se convirtió en una de las más grandes del Imperio romano, hasta el punto de ser calificada de «monstruo arquitectónico», y en el siglo XXI sus colosales dimensiones no se explican en función del tamaño de Caesarodunum y de la ciudad de los turonos. Transformado en fortaleza en el siglo III, se integró en recinto galorromano del Bajo Imperio romano, de la que constituye el elemento estructurador, en la primera mitad del siglo IV. Durante la Edad Media se fue transformando en ruinas, al mismo tiempo que se construían viviendas sobre sus estructuras y lo iban ocultando poco a poco.
Totalmente olvidado hasta el siglo XIX, fue redescubierto en 1853 gracias a la acción de la Société archéologique de Touraine, en un contexto nacional muy favorable a las sociedades científicas y a los estudios arqueológicos. Los sótanos de las casas construidas en sus murallas fueron objeto de estudios y observaciones desde 1962 hasta mediados de los años 70, complementados por trabajos en profundidad sobre la evolución topográfica y arquitectónica del barrio a lo largo de los siglos en la década de 2000. Alrededor de la misma época, el descubrimiento fortuito de nuevos restos, hasta entonces desconocidos, brindó la oportunidad de retomar los datos arqueológicos y bibliográficos más antiguos y reinterpretarlos para proponer una nueva historia del monumento; este reexamen, que incluyó la creación de planos del anfiteatro a escala 1/1000 y 1/20, seguía en curso en 2017. 
Los restos actuales del anfiteatro de Tours están enterrados en las casas del barrio canónico de la catedral; sus vomitorios, convertidos en bodegas, a veces en dos niveles superpuestos, son inaccesibles al público. Solo las calles dan testimonio de su existencia: una sigue parcialmente el contorno del perímetro de la cávea, mientras que otra cruza la arena casi en su centro; las dos últimas calles perfilan su perímetro desde el noroeste hasta el noreste, pero de forma menos sugerente. La parcela radiada del barrio, tan característica en una vista aérea o en un mapa catastral, así como los tramos de muralla modernos que se asientan en la parte sur de su elipse, son una prueba más de ello. Aunque algunas de las casas construidas en su emplazamiento están catalogadas como monumentos históricos, los restos del anfiteatro no están sujetos en sí mismos a ninguna medida de protección. Sin embargo, el perímetro y el barrio de la catedral donde se encuentra el anfiteatro forman parte de la zona protegida de la ciudad.  

## El anfiteatro en la ciudad antigua

### Caesarodunum en el Alto Imperio
Fundado probablemente durante el reinado de Augusto o Tiberio, entre el 10 a. C. y el 20 o 30 d. C., Caesarodunum se estableció en el valle entre los ríos Loira y Cher, en el lugar que hoy ocupa Tours. En el momento de su fundación, la antigua ciudad ocupaba un espacio comprendido entre el Loira al norte, una línea perpendicular al Loira que pasaba por la place de la Victoire y, finalmente, una línea que unía el rond-point des Français-Libres al noreste con el cruce de la rue Marceau y el boulevard Béranger al suroeste. Dentro de este envolvimiento de al menos 80 hectáreas, la urbanización es más densa en las orillas del Loira. Caesarodunum cuenta con monumentos públicos: un templo, dos termas, dos acueductos, un puente y el anfiteatro están atestiguados; otros edificios están ciertamente por descubrir. La ciudad alcanzó su máximo esplendor durante el Alto Imperio, en el siglo II, antes de ser comprimida en un castrum durante el Bajo Imperio, del que el anfiteatro era uno de los elementos estructurales.

### Un sitio cuidadosamente elegido

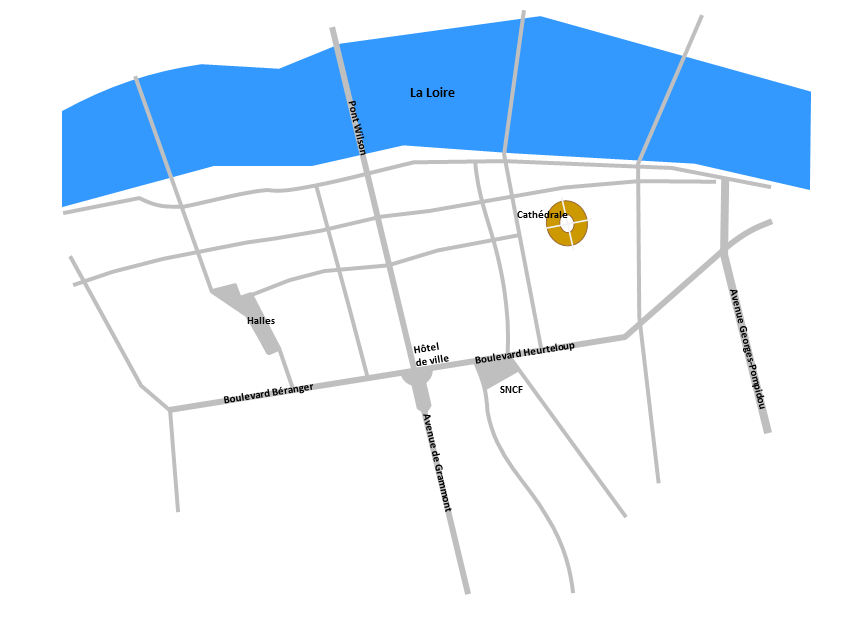
El anfiteatro (en marrón) en el actual plano de la ciudad.

El anfiteatro estaba situado en el noreste de la ciudad antigua, casi en el límite de la zona urbanizada, inmediatamente al sureste de la actual catedral. La elección de este emplazamiento no fue casual, sino que respondía a exigencias topográficas, urbanísticas y políticas. Topográfico porque, tras un largo debate sobre el tema, los arqueólogos se convencieron de que el anfiteatro se había construido efectivamente sobre un montículo —un montículo sedimentario natural— en el que estaba parcialmente encajado y que sus arquitectos aprovecharon para limitar los trabajos de albañilería y preservar el monumento de los riesgos de inundación; en medio de la llanura aluvial donde se fundó Caesarodunum y cuya altitud, en la antigüedad, era de unos 41 m, el montículo del anfiteatro culmina a 51 m.
La planificación urbana como en muchas otras ciudades galorromanas, el anfiteatro de Tours requería una empresa muy grande en una ciudad que había comenzado a construirse antes que él; su capacidad era tal que debía acoger a espectadores incluso más allá de la ciudad de Caesarodunum, —en 1948, Jacques Boussard proponía una población de unos 6000 habitantes, hipótesis retomada en 1979 por Henri Galinié y Bernard Randoi— y que la circulación de tal multitud, antes y después de los espectáculos, se veía facilitada por el despeje alrededor del monumento. Por último, la política, porque el anfiteatro debía ser un monumento que señalara la ciudad desde lejos, mostrando su riqueza y poder, lo que en Tours, se consiguió construyendo el monumento fuera de la densa zona urbana y en un punto elevado.

## Historia del monumento
Mientras que los estudios realizados hasta finales de la década de 1970 pintaban la imagen de un monumento relativamente homogéneo en su construcción, realizado en una sola campaña, quizás hacia principios del siglo II —se menciona incluso una inauguración por parte del emperador Adriano, que estaba de visita en Touraine en el año 122— , los trabajos realizados a principios del siglo XXI sugieren una realidad completamente diferente: Un primer anfiteatro habría sido construido en el siglo I, ampliado en el II, dotado de una fortificación individual en el III, antes de servir de base para la construcción del recinto tardorromano de Tours hacia el 350 o un poco antes. Este último episodio, cuyo principio es ya conocido, es también objeto de una reinterpretación.

### El anfiteatro original

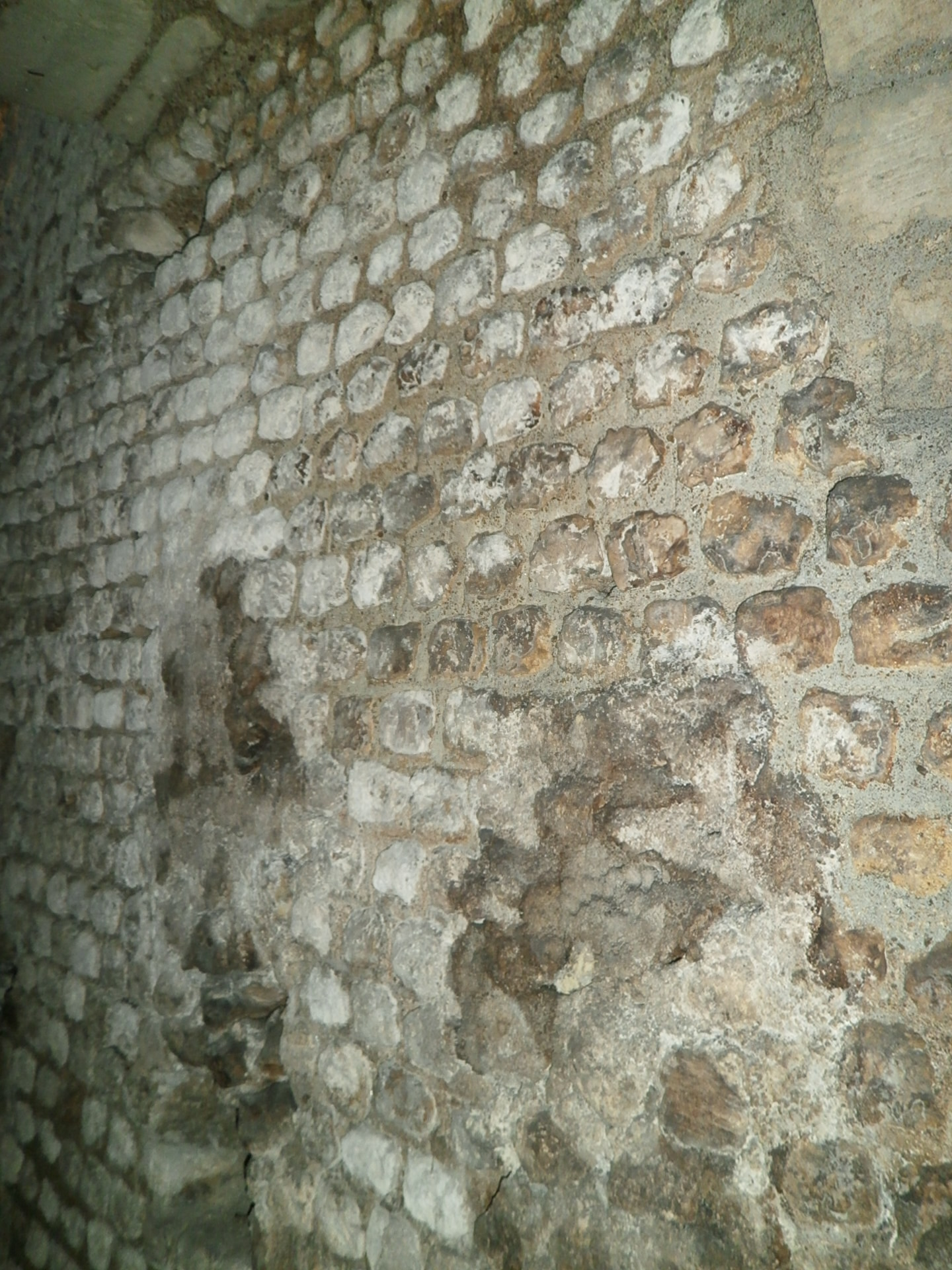
Cara interior del muro del vomitorio principal occidental del anfiteatro en la unión de la parte original (fondo) y la parte ampliada (primer plano).

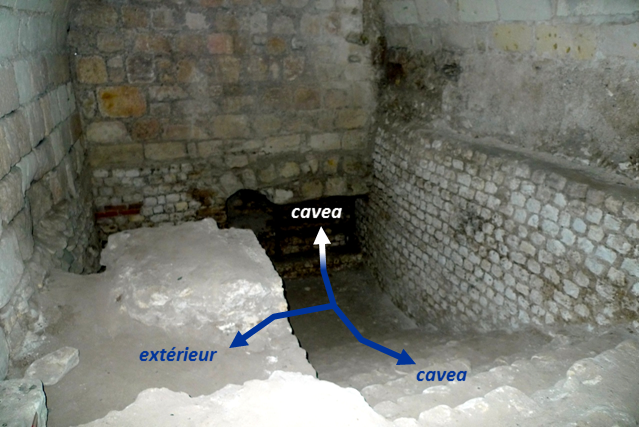
Escalera hacia la cávea desde el vomitorio secundario del suroeste.

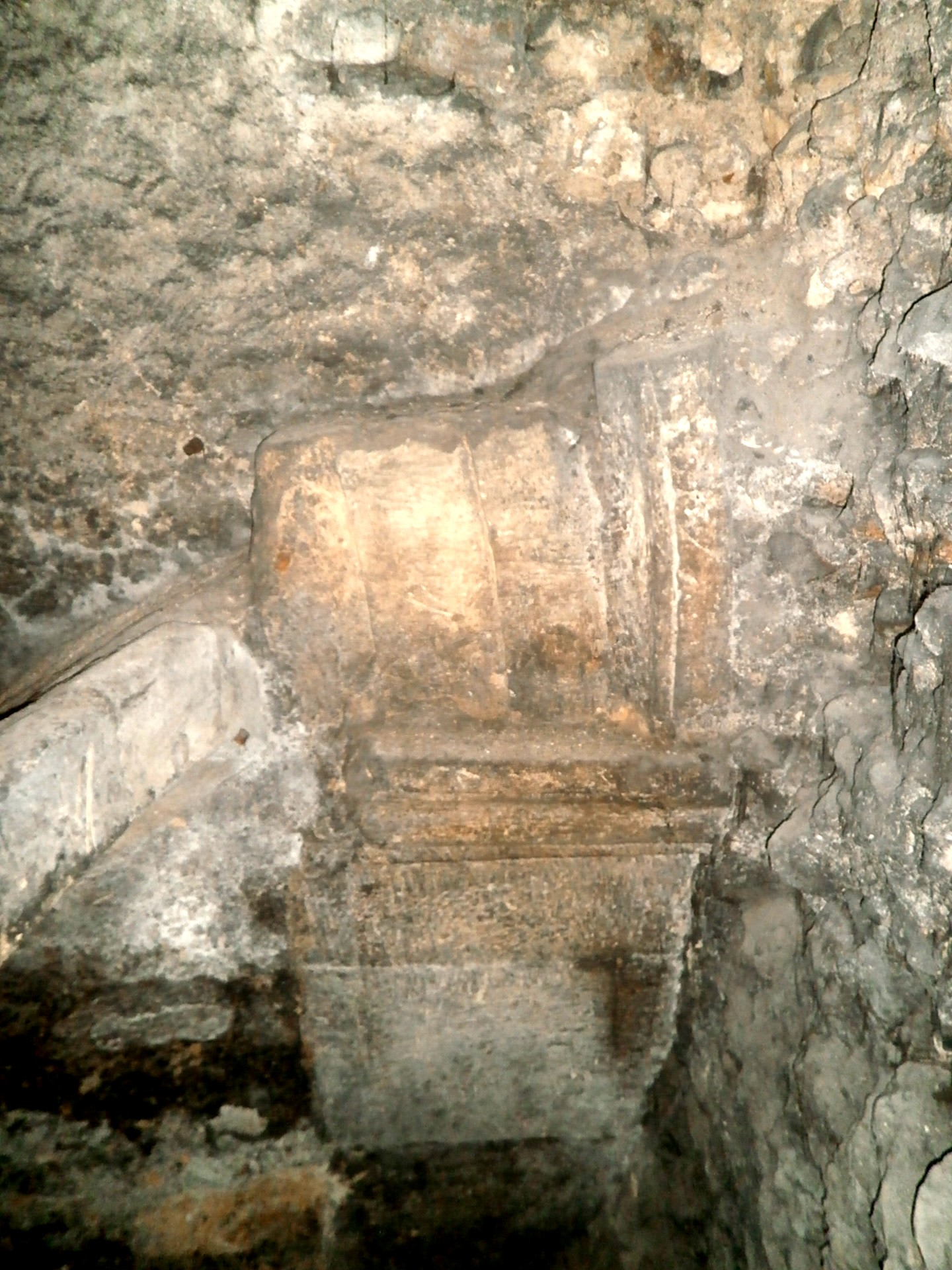
Detalle de la entrada a un vomitorio principal original:
la parte superior de un pedestal (capitel moldeado) y la base del arco.

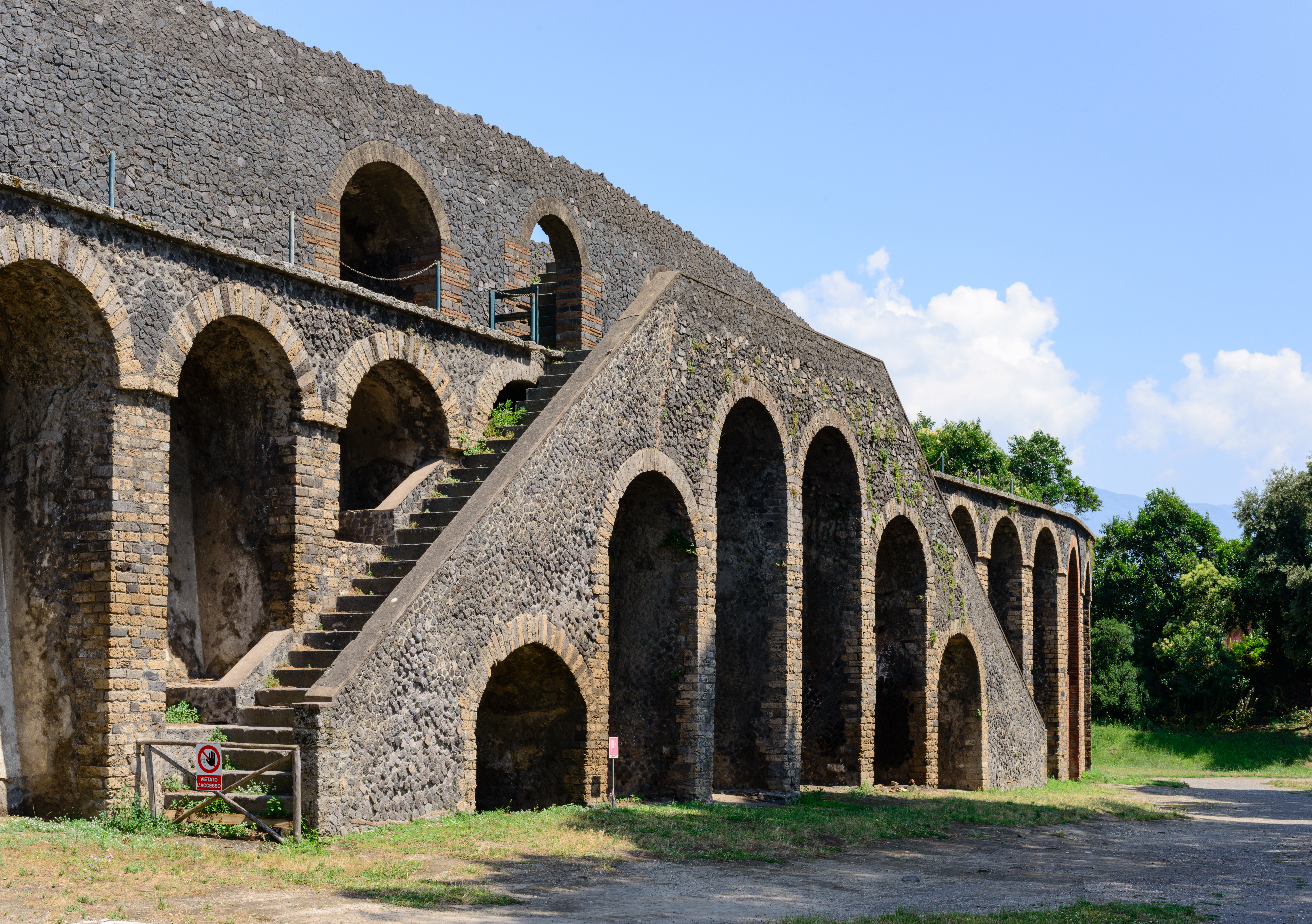
Escalera exterior del anfiteatro romano de Pompeya.

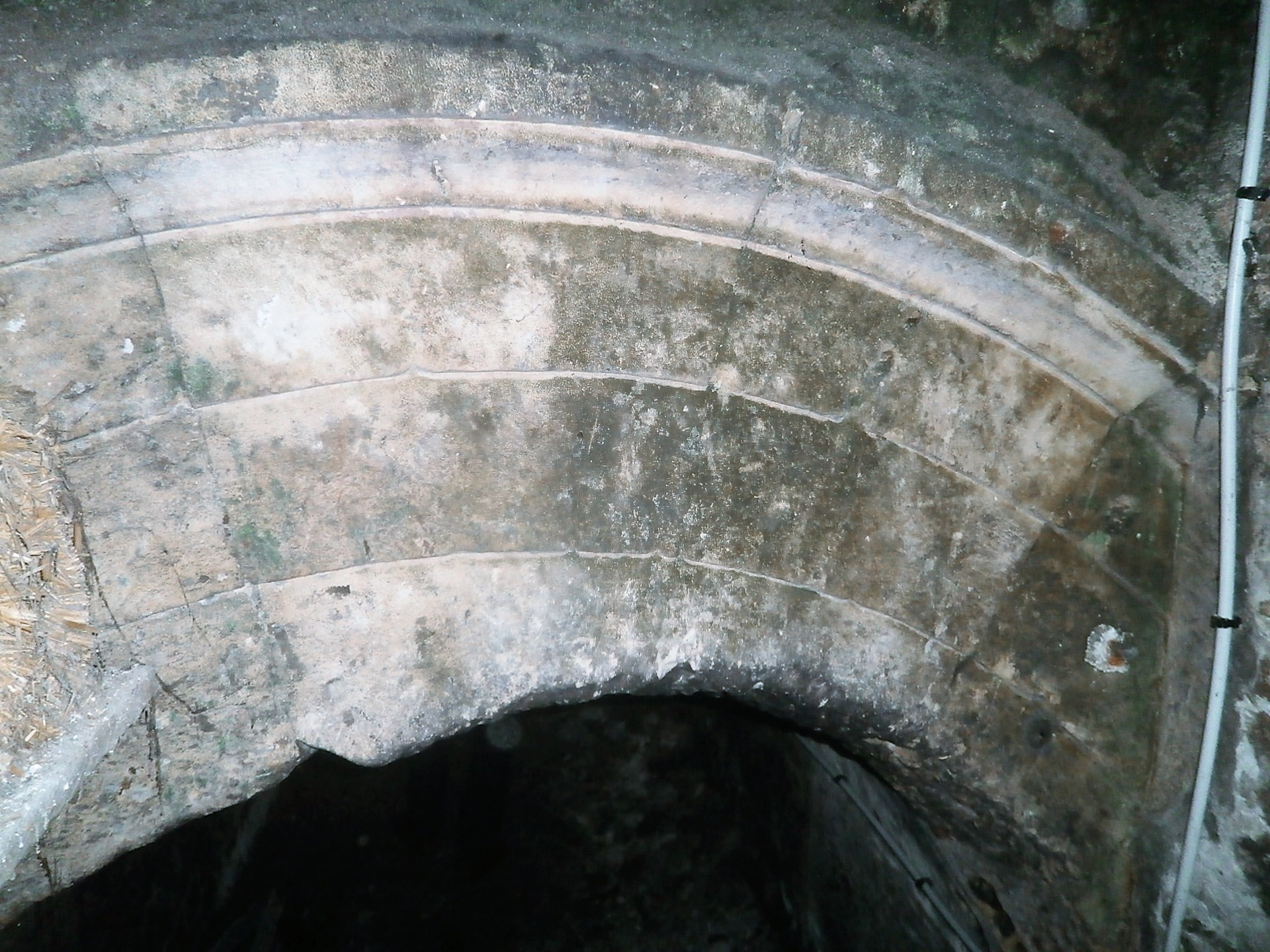
Arco sobre la entrada del vomitorio secundario del suroeste.

El anfiteatro de Caesarodunum pertenece a un tipo de anfiteatro «primitivo» (lo que no prejuzga una datación temprana del monumento), descrito como sólido o macizo como en Samarobriva (Amiens), Octodurus (Martigny, Suiza) o Augusta Emerita (Mérida, España); En estas construcciones, la cávea no se apoya en muros radiales y bóvedas, como es el caso, por ejemplo, de las arenas de Nimes, sino en un terraplén que desciende desde el exterior del anfiteatro hacia la arena; en Tours, este terraplén pudo estar formado en parte por la tierra excavada de la arena dentro del montículo. En ese caso, los espectadores debían sentarse directamente en el talud de hierba, pero el terraplén también podía albergar gradas de madera, cuyos restos, si alguna vez existieron, serían excepcionales; ninguno de los restos encontrados en Tours, en su lugar o en sustitución, podía atribuirse a gradas de piedra. La mampostería se reduce a lo estrictamente necesario: el muro exterior, el muro de la arena, las galerías de acceso o vomitorios, también excavados en el montículo, las escaleras y quizás algunos muros de contención radiales que delimitaban los casetones destinados a recibir el terraplenado.
Según las investigaciones actuales y los documentos publicados en 2017, las dimensiones de este anfiteatro pseudoelíptico, en la primera fase de su existencia, se estiman en 112 metros para el eje mayor y 94 metros para el eje menor. Su superficie estimada es de 8270 m2. Las dimensiones se estiman en 68 metros × 50 metros, con una superficie de 2670m2. Los 5600 mm2 de la cávea podían albergar al menos 14 000 espectadores. Este monumento cuenta con ocho vomitorios, cuatro principales que dan acceso al nivel de la arena y a un nivel aún indeterminado de la cávea, y cuatro secundarios que dan servicio a la parte media de la cávea mediante escaleras; sus entradas están coronadas por un gran arco de grandes piedras que descansan sobre capiteles moldeados. Los vomitorios norte y sur tienen una altura de bóveda de entre 7,50 y 8 m y una anchura de 4,90 m; los vomitorios oeste y este, algo menos imponentes, solo tienen 6,80 m de altura y 2,50 m de ancho.  Los vomitorios secundarios que dan acceso a las escaleras intermedias son aún menos amplios. Es probable que hubiera ocho entradas adicionales, consistentes en dobles escaleras exteriores contra la fachada del anfiteatro, que conducían a la parte superior de la cávea, como en Aginnum (Agén) o Segodunum (Rodez); una disposición comparable sigue existiendo en el anfiteatro de Pompeya. La orientación del anfiteatro parece estar deliberadamente alineada con el plano vial de la ciudad —y con la línea de la orilla izquierda del Loira en la Antigüedad—: su eje menor continúa, hacia el oeste, por la vía que se supone es el decumanus maximus de la ciudad, mientras que su eje mayor es paralelo al cardo maximus.
Las entradas de los vomitorios están formadas por grandes bloques ensamblados con juntas afiladas, los pedestales están coronados por capiteles moldeados que sostienen un arco cimbrado. La muralla tardorromana de Tours contiene muchos grandes bloques de relleno procedentes probablemente de la albardilla del muro frontal del anfiteatro. Todo el resto del paramento de la estructura del anfiteatro, muros y bóvedas, parece estar construido con pequeños cascotes de piedra caliza cementada (opus vittatum) con juntas marcadas con hierro, sin inclusión de terracota, encerrando un bloque de piedras embebidas en hormigón.
La construcción del anfiteatro, en este primer estado, dataría de la segunda mitad del siglo I,  es decir, al menos cincuenta años después de la fundación de Caesarodunum. Parece que la mayoría de los monumentos antiguos de Tours se construyeron durante este periodo. Esta propuesta de datación, que lo «envejece» en unos 50 años con respecto a otras hipótesis planteadas anteriormente, se basa en la comparación de los elementos arquitectónicos del anfiteatro de Tours con los de Amiens, Autun o Saintes, tres monumentos cuya datación parece establecida.

### El anfiteatro ampliado

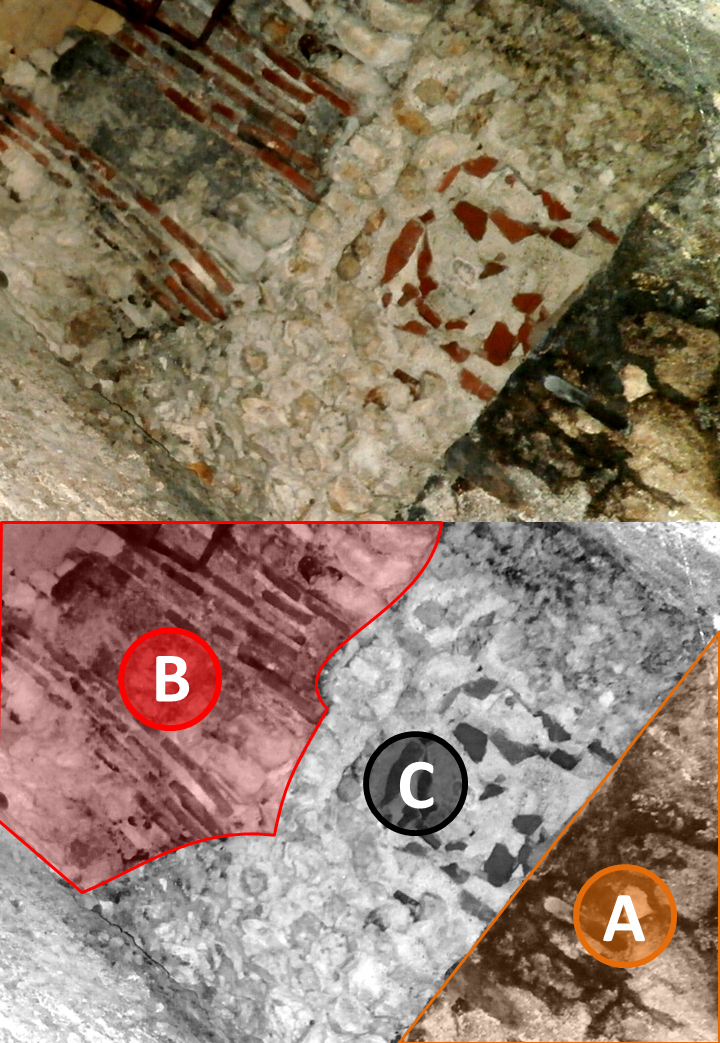
Detalle de la bóveda del vomitorio occidental del anfiteatro ampliado.
(A) Bóveda del
(B) Bóveda del
(C) Resurgimiento medieval.

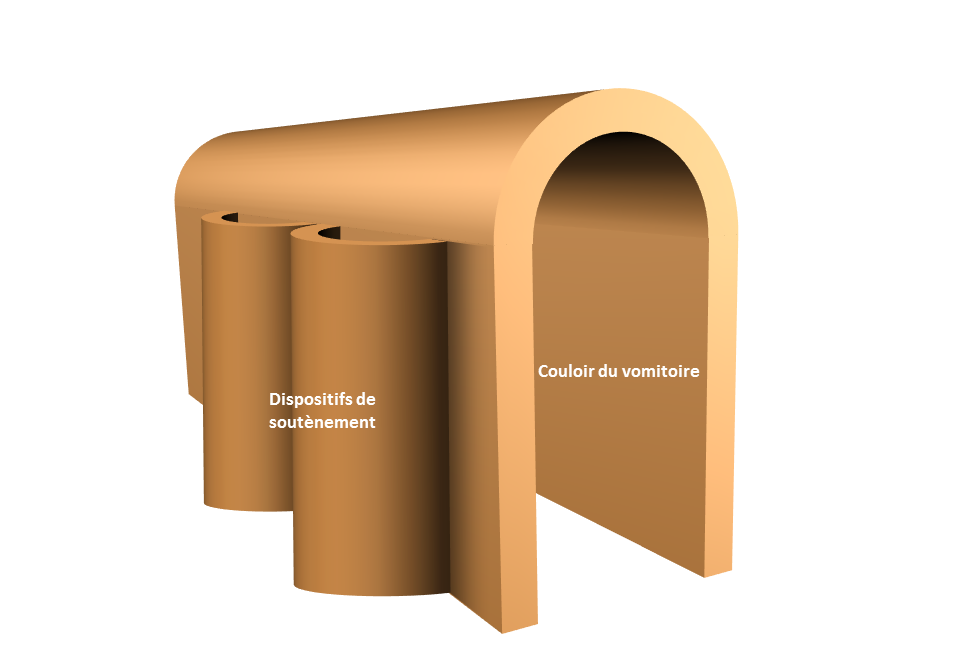
Figura I: Posible reconstrucción esquemática del dispositivo de refuerzo de los vomitorios del anfiteatro.

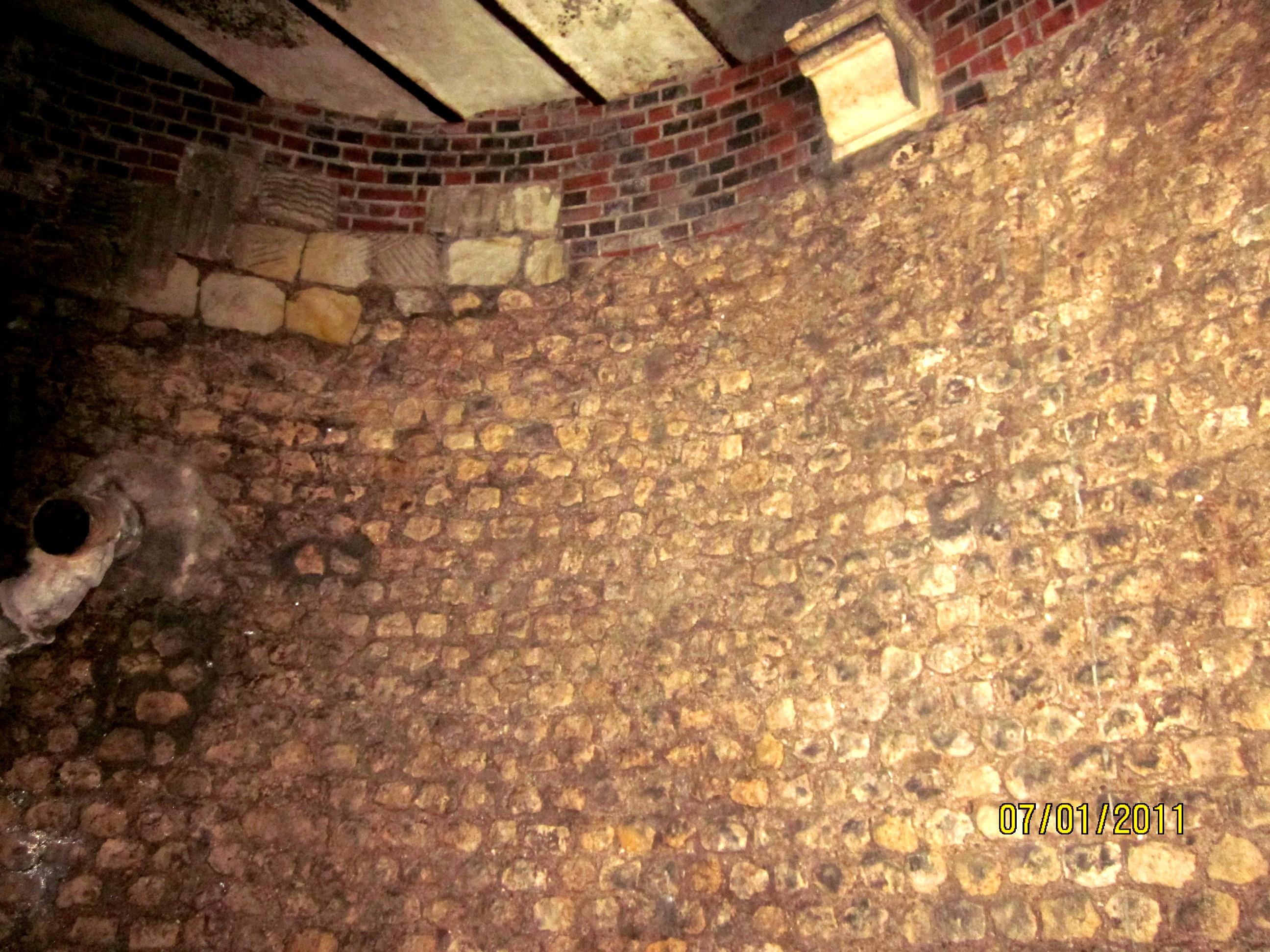
Vista interior de una torre de contención. Vomitorio del norte.

En una segunda fase, probablemente en la segunda mitad del siglo II, a juzgar por las características de la mampostería,, el anfiteatro se amplió siguiendo el mismo principio de muro perimetral (de solo 1,40 m de grosor) que soportaba una enorme cávea, cuyo suelo era esta vez exclusivamente de relleno. Las dimensiones totales del anfiteatro aumentaron al menos a 156 x 134 metros, ya que la arena no parece haber sido modificada. El aforo se amplió entonces a 34 000 espectadores. En esta configuración, el anfiteatro se extendía probablemente, en su parte suroeste, más allá del actual muro de contención de la rue du Général-Meusnier, reconocido como muro de cierre del monumento. A finales de los años setenta, los arqueólogos estimaban la altura del anfiteatro entre 25 y 28 metros sobre el nivel del mar. Los últimos avances de la investigación exigen una mayor cautela: la altura del monumento ya no se menciona con tanta precisión. Ahora sólo se habla de muros «[de] una altura superior a 18 m». Bastien Lefebvre, por su parte, evalúa esta altura en 15 m.
Hay numerosos indicios de que se reanudaron las obras de la ampliación: tanto la anchura como la altura de los vomitorios principales varían significativamente en la unión de las dos fases de trabajo (el vomitorio norte, el mejor estudiado, pasa de 3,30 m de anchura en el anfiteatro original a 5,20 m en el anfiteatro ampliado); dos medias torres de contención de más de 5 m de diámetro (figura I), construidas a cada lado de la entrada de los cuatro vomitorios principales, sirven para compensar parcialmente la posible debilidad de la estructura cerca de las aberturas, mientras que la masa del terraplén aumentó mucho  —ya en 1938, el barón Auvray, que estudiaba las bodegas del barrio, había intuido la función de estas torres, que había sido puesta de relieve por el general de Courtigis—; el pequeño aparejo da paso, con mucha frecuencia pero no de forma sistemática, a una albañilería de mampostería menos regular (opus incertum) que alterna con lechos de tejas (opus mixtum), modificación que es claramente visible en las bóvedas de los vomitorios donde sus dimensiones varían.
Estos rasgos constructivos solo se han observado hasta ahora en varios puntos del anfiteatro y no es posible afirmar, aunque sea plausible, que se apliquen a todo el monumento.

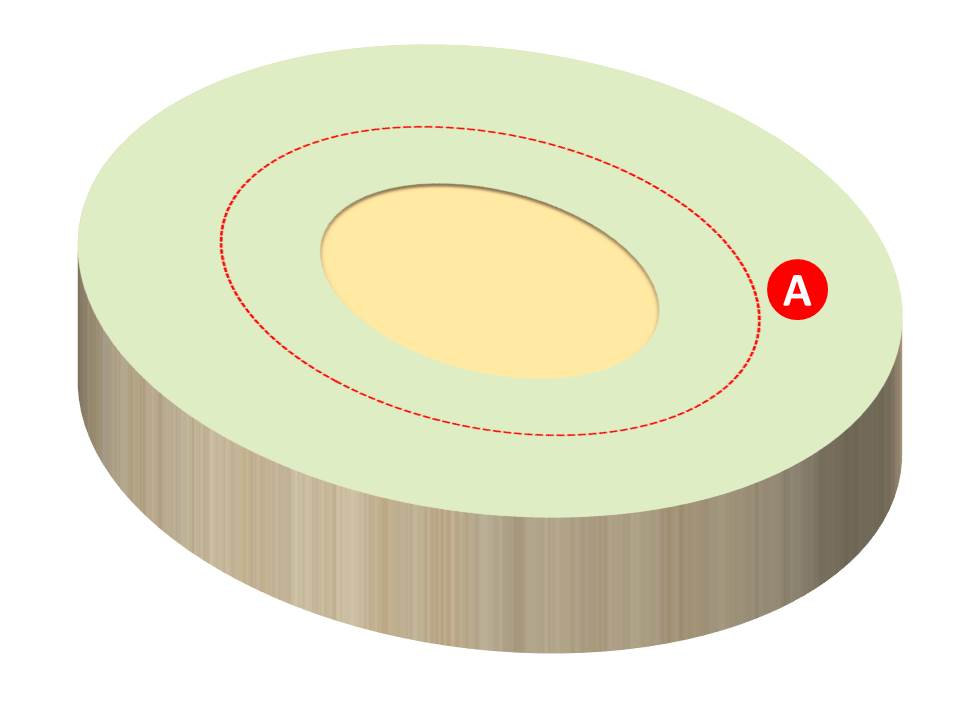
Posible reconstrucción esquemática del anfiteatro ampliado.

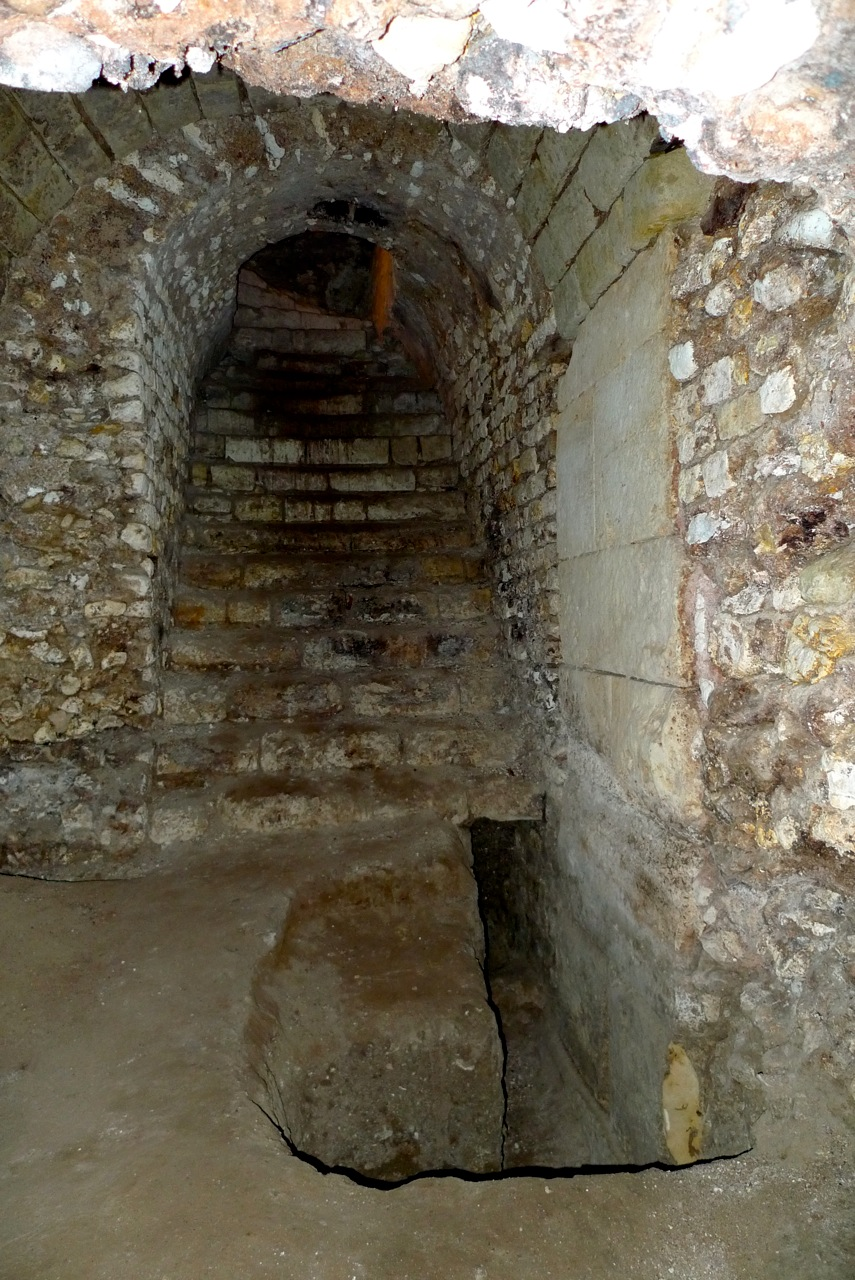
Vomitorio secundario suroeste.
Al fondo, el vomitorio del (la escalera es medieval); a la derecha, un arbotante en aparejo de gran tamaño adornando su entrada. La extensión del es visible en primer plano.

Durante esta ampliación, las escaleras exteriores del anfiteatro original quedaron empotradas en el nuevo terraplén. Sin estar en desuso, pueden haber sido abovedadas y conectadas a los vomitorios principales, convirtiéndose así en escaleras intermedias. Los vomitorios secundarios no parecen haberse prolongado hasta la nueva fachada mediante pasillos, pero es posible que estuvieran conectados a una galería circular en la planta baja a la altura de la nueva construcción. No hay pruebas de que se colocaran nuevas escaleras exteriores contra la fachada, aunque hay indicios de que así fuera, como los huecos de fachada atribuidos anteriormente a torres que datan de la construcción del castrum; dichas escaleras habrían servido también para sostener el muro de la fachada, que estaba sometido a una gran presión por el peso del relleno. Por último, la fachada parece estar desprovista de elementos decorativos, por lo que los escasos restos disponibles nos permiten juzgar.
Ninguno de los restos encontrados, ni in situ ni como bloques de sustitución en la construcción del castrum, puede asimilarse a un bloque tallado o de mampostería que pudiera haber servido de grada. Como en el anfiteatro original, los espectadores debían estar sentados directamente en el terraplén o en gradas de madera, al menos para los asientos más cercanos a la arena, que eran los más populares; esta segunda hipótesis, que habría requerido el uso de enormes cantidades de madera, probablemente nunca podrá verificarse debido a la fragilidad del material.
Tanto si se trata del anfiteatro original como del monumento ampliado, se desconocen las posibles instalaciones de la arena (maquinaria, jaulas para animales salvajes, etc.), aparte de un muro de 2,80 m de altura que separaba la arena de la cávea y que estaba delimitado interiormente por un pavimento adoquinado. Un muro bajo, encontrado bajo una losa en la arena, podría ser un resto de un equipamiento de la arena, pero esta hipótesis no está confirmada.
También de la segunda mitad del siglo II, un grupo de agujeros de poste, restos de chimeneas, astillas de piedra, restos de ladrillos y polvo de cal situados a los pies del anfiteatro, en su parte sureste, parece datar de un taller y de un refugio para los obreros que trabajaban en la ampliación del anfiteatro. Una zona pétrea, datada a finales del siglo II, cubre estos restos; tal vez se trate de un dispositivo que rodeaba completamente el anfiteatro y que estaba destinado a facilitar la circulación de los espectadores.
Una propuesta de reconstrucción del anfiteatro, en forma de animación en 3D publicada en el sitio web del Institut national de recherches archéologiques préventives (INRAP), muestra algunos supuestos detalles de la arquitectura del monumento y sugiere la evolución de sus dimensiones durante su ampliación.

### El anfiteatro fortificado
Algunos tramos de muro encontrados en sótanos, atribuidos hasta finales del siglo pasado a un corredor concéntrico a la arena, que debía facilitar la circulación de los espectadores en la cávea, resultaron pertenecer en realidad a una estructura insertada en el anfiteatro mucho después de su construcción.

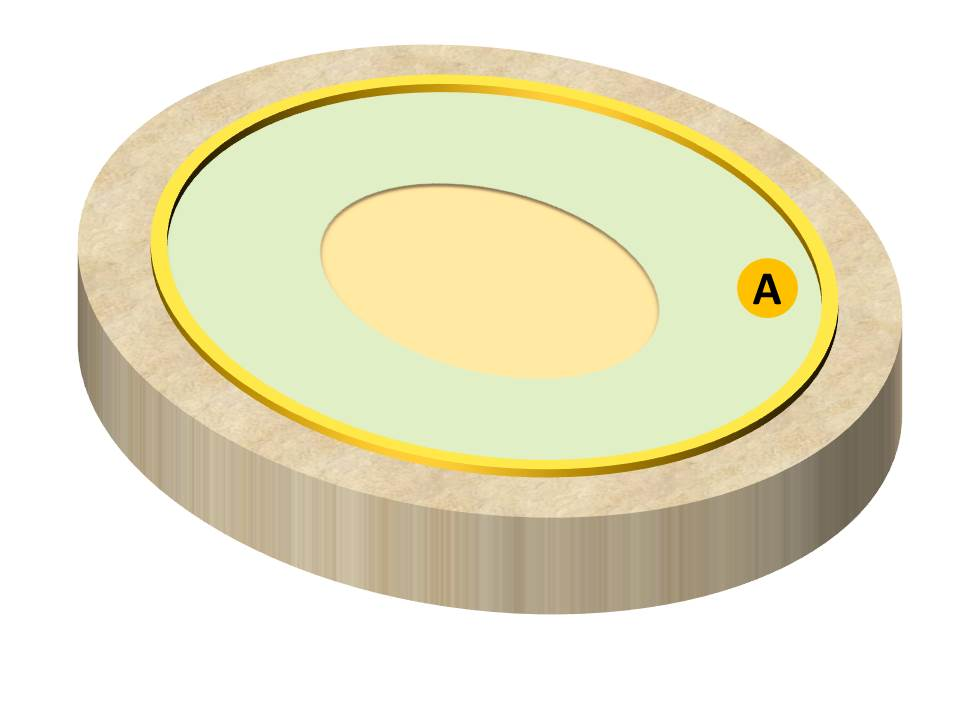
Posible reconstrucción esquemática del anfiteatro fortificado.
(A) Muro anular de fortificación.

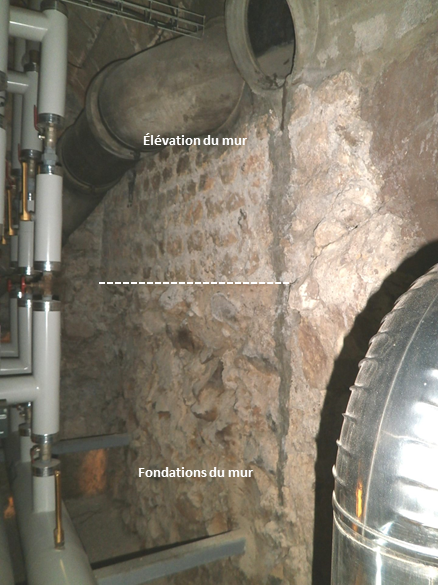
Muro de fortificación del anfiteatro en el.
Parte inferior: cimientos.
Parte superior: alzado.

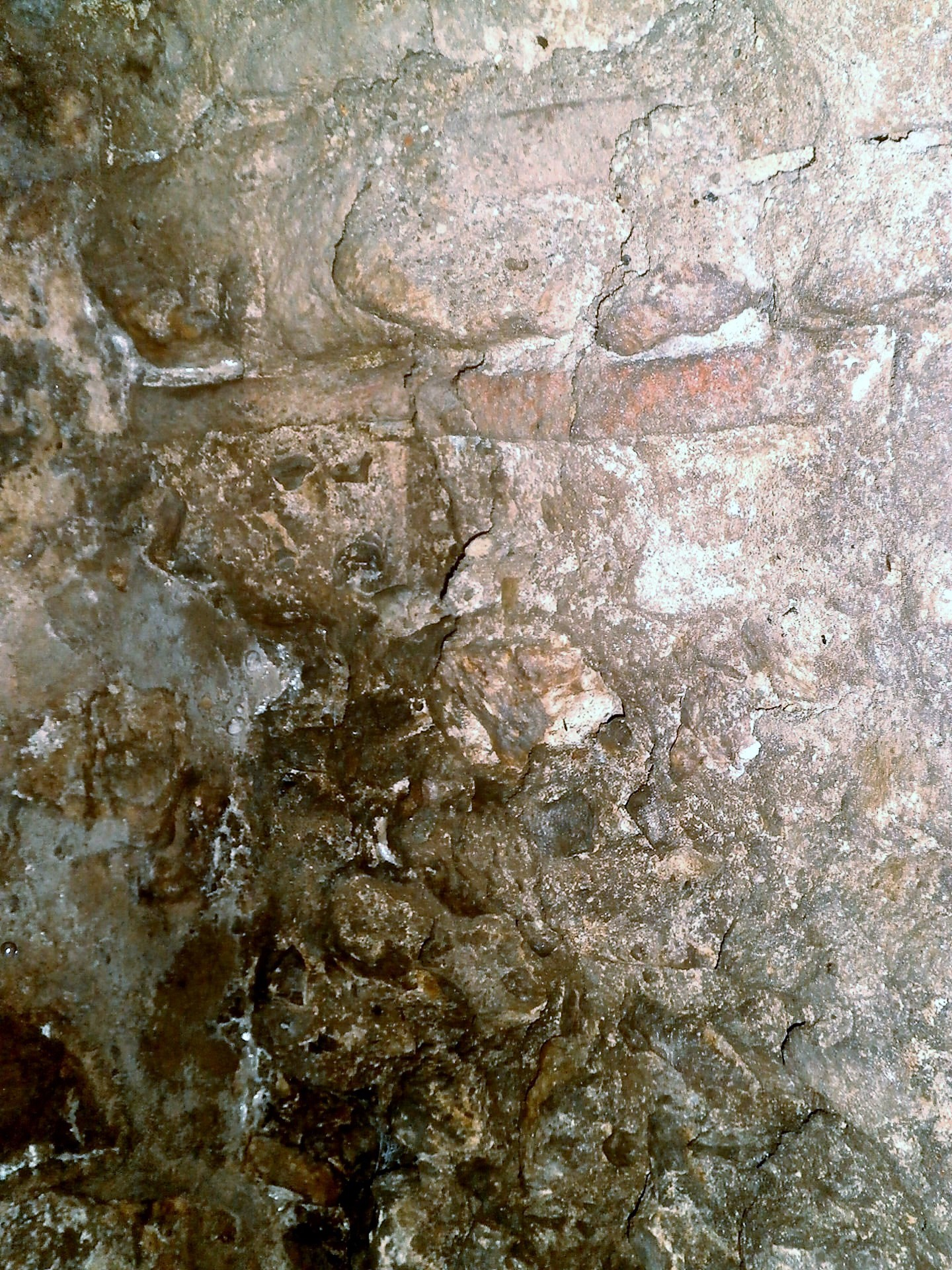
Obstrucción de un acceso (pasillo o escalera) en el vomitorio occidental.

En la segunda mitad o hacia finales del siglo III, la parte superior de la cávea se niveló hasta unos 8 metros por encima del nivel de la arena. A continuación, se construyó un muro de circunvalación, sin utilizar amarres de tejas y sin incluir en sus cimientos grandes bloques tomados de otros edificios desmantelados (es, por tanto, anterior a la construcción del castrum, que vio cómo se aplicaban conjuntamente estas técnicas), pero con un aparejo que ya no es comparable al del anfiteatro ampliado  y que elimina algunas de sus estructuras (es, por tanto, posterior a él). El muro tiene un grosor de 3,5 metros, de altura desconocida, pero probablemente superior al nivel de la cávea, insertado en el relleno del anfiteatro ampliado en todo su perímetro, y aparentemente continuo. En el estado actual de los conocimientos, es imposible decir si la muralla de la fortificación era estrictamente continua y uniforme, o si el equipamiento (casamatas, por ejemplo) o la ornamentación (como los motivos de ladrillos en los vomitorios) la completaban.  Varios otros elementos militan a favor de la hipótesis de una obra defensiva: los vomitorios secundarios están obstruidos, así como las escaleras interiores, para dejar solo los vomitorios principales como único acceso a la arena, fácilmente controlable en caso de asalto; A los pies del anfiteatro se excavó un foso defensivo precedido de una contraescarpa y datado en la segunda mitad del siglo III; los restos se descubrieron al sureste del monumento, pero probablemente debía rodearlo por completo. Su mantenimiento se abandonó cuando se construyó el castro.
Existen instalaciones comparables, de la misma época, en Avenches (Suiza), Lillebonne o en las arenas de Senlis; en todos los casos se aprovechó el carácter masivo de un monumento, teatro o anfiteatro, más fácil de transformar en fortaleza y adecuado para albergar temporalmente a los habitantes de los alrededores en caso de ataque. Jason Wood, en su estudio dedicado al castrum de Tours y publicado en 1983, ya preveía que el anfiteatro podría haber desempeñado este papel de fortaleza, pero no especificaba qué mejoras se habían realizado en el monumento, aparte de un sellado (¿temporal?) de los vomitorios.
Esta renovación, cuyas obras se prolongaron ciertamente durante varios meses, respondía claramente a un deterioro de las condiciones de seguridad, aunque no se puedan precisar las causas. En cualquier caso, confirma ciertamente el cambio de función del anfiteatro, que ya no era apto para las representaciones;  la cuestión no parecía clara antes del descubrimiento de esta fase de fortificación.

### El anfiteatro integrado en elcastrum
En un contexto de creciente inseguridad y de repliegue de la ciudad hacia el Loira y sus barrios más densamente urbanizados, Caesarodunum, que poco a poco tomó el nombre de Civitas Turonorum  y se convirtió en la capital del III de Lyon hacia el año 360, construyó hacia la misma época una muralla defensiva generalmente llamada castrum. 

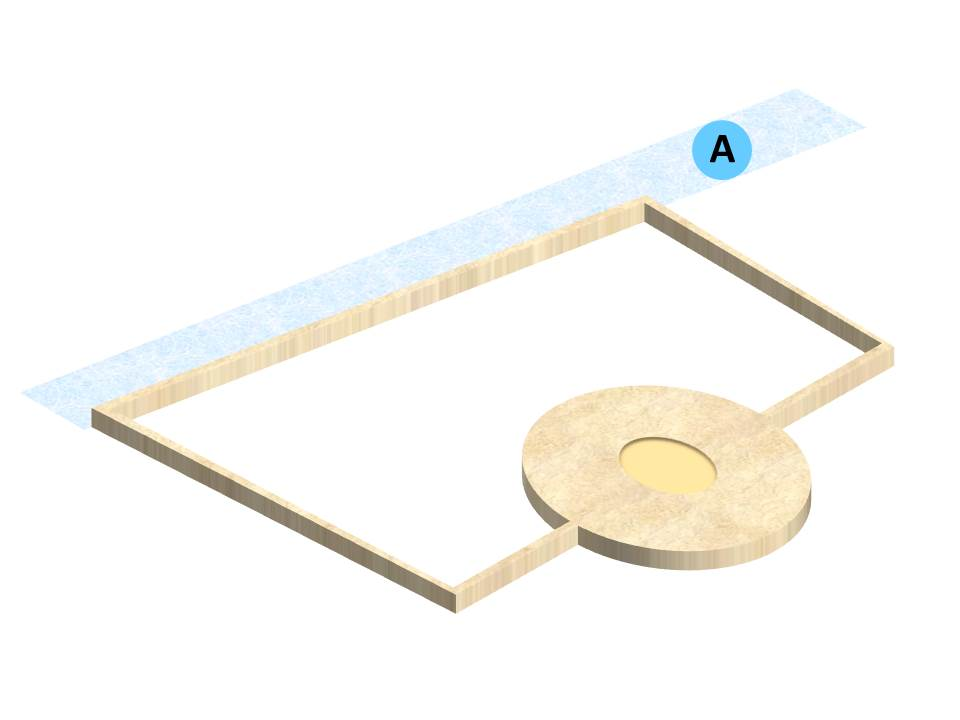
Posible representación esquemática del anfiteatro integrado en el castrum.
(A) El Loira.

El estudio de los resultados de las excavaciones realizadas en diversos puntos del recinto del castrum y la reexaminación sistemática de los resultados de los trabajos anteriores demuestran que la construcción del recinto se basó efectivamente en la presencia del anfiteatro y su ubicación. Numerosas observaciones apoyan esta tesis: el anfiteatro ocupa exactamente la parte central de la cara sur de la muralla; su eje principal se prolonga en el castrum a través de una vía que conduce a una puerta  hoy desaparecida y que daba acceso a un puente sobre el Loira construido en la misma época, estructurando así todo el nuevo espacio urbano dentro del recinto; los tres vomitorios al oeste, al sur y al este, que se mantenían fuera de la zona defendida, permanecieron en uso y quizá se habilitaron como entrada monumental al castrum  como ocurría en Tréveris, aunque, para la ciudad alemana, el anfiteatro constituía un bastión cóncavo y su cávea estaba totalmente fuera del recinto amurallado. En Tours, la arena y la cávea pueden haber sido parcialmente rellenadas durante este periodo. El camino que conduce al vomitorio occidental (asimilado al decumanus maximus de la ciudad paleorromana, en el emplazamiento de la rue de la Scellerie) continúa fuera del castrum y sirve de alineación para la fachada sur de la muralla. El anfiteatro, que ya estaba naturalmente bien defendido por su estructura y equipamiento cuando fue transformado en el siglo III, no fue objeto de una antemural durante la construcción del castrum: no se colocó ningún muro complementario de protección en su fachada ni se le dotó de inútiles torres defensivas en su perímetro. Las huellas de arrancaduras en su fachada son más bien los restos de las escaleras exteriores del anfiteatro ampliado; también pueden ser torres construidas en el siglo IX, al igual que algunos grandes bloques encontrados en su base atestiguan sin duda reparaciones de la misma época.

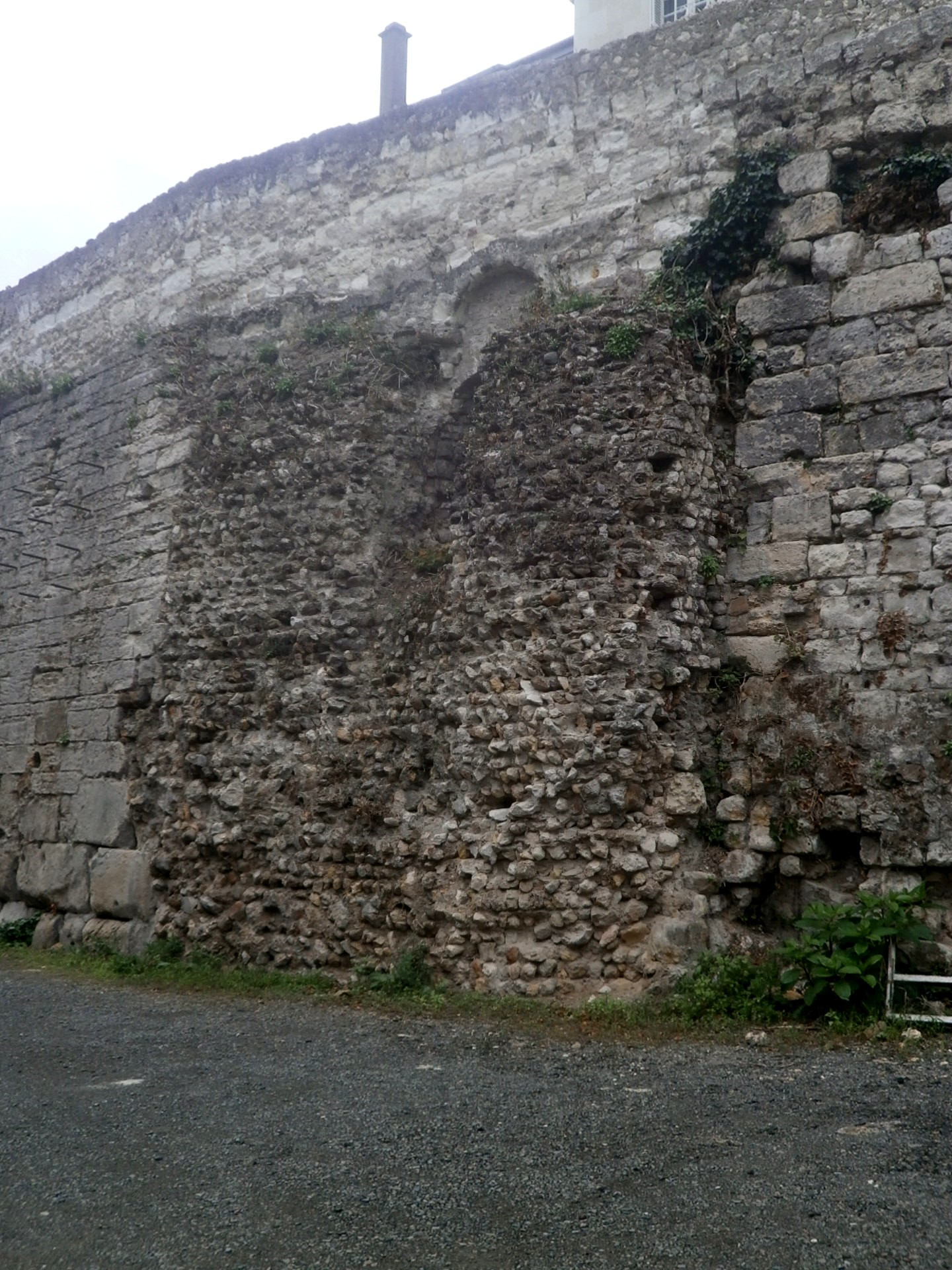
Masa de mampostería atribuible a una escalera de fachada o a una torre de fortificación tardía del anfiteatro.

Otras ciudades de la Galia también utilizaron sus anfiteatros como elemento defensivo en un recinto tardorromano: el anfiteatro de Périgueux, los de Amiens, Metz o Tréveris, siendo estos edificios especialmente adecuados para la fortificación. Lo que llama la atención en el caso de Tours es la colocación perfectamente simétrica del anfiteatro en el centro del trazado de la nueva ciudad, así como la geometría del recinto, perturbada únicamente por el río Loira al norte, que bañaba el pie de la muralla.

### El anfiteatro perdido a partir de la Edad Media

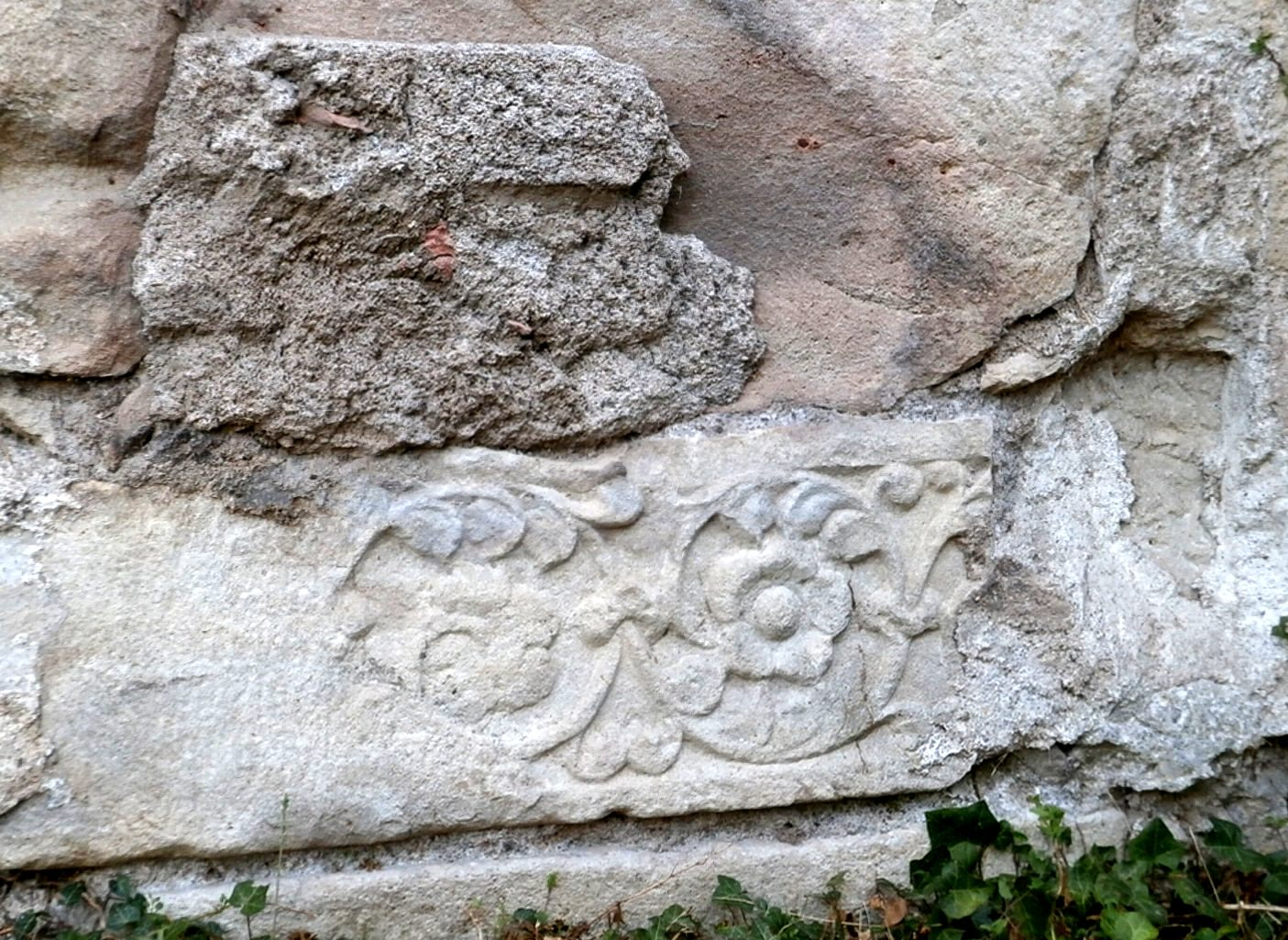
Bloque reutilizado para reparar la fachada del anfiteatro (patio de los Archives départementales).

En el siglo IX, una parte de la fachada del anfiteatro, que hacía tiempo que se había derrumbado, se reparó con grandes bloques tomados de un edificio público, seguramente situado en el castrum, que había permanecido en pie desde el Alto Imperio  y se construyeron quizás torres contra la fachada del anfiteatro en su semielipse sur. Estos acontecimientos probablemente siguieron las órdenes de Carlos el Calvo, que en 869, para hacer frente a las incursiones normandas, pidió que se repararan las murallas de varias ciudades, entre ellas Tours. Una carta de Carlos el Simple fechada en el año 919 menciona el anfiteatro en relación con una permuta de terrenos en el lugar llamado «las Arenas». Se trata de la última mención explícita de la presencia del monumento, algunas de cuyas ruinas tal vez fueran aún visibles en esta zona relativamente poco urbanizada, a menos que se tratara ya de una supervivencia toponímica. Una esquela de 1301 menciona un lugar llamado Les Arennes en Tours, pero no se ha establecido formalmente que sea una referencia al anfiteatro.
El desarrollo del barrio de los canónigos en la Edad Media utilizó las subestructuras restantes para poner los cimientos y los sótanos de las casas reservadas a los canónigos del capítulo episcopal desde alrededor de 1250, época de la construcción de la nueva catedral gótica, hasta la Revolución. En esta ocasión, los antiguos vomitorios, ahora en su mayoría subterráneos, se transformaron en sótanos y se compartimentaron con muros, en su longitud, anchura y a veces incluso altura, dando lugar a varios niveles de sótanos. La subdivisión del distrito se hizo entonces evidente, aunque todavía había muchas zonas sin construir —dos documentos del siglo XIII mencionan viñedos y establos—; a pesar de la conversión de los vomitorios en bodegas, no se hace ninguna otra referencia al antiguo monumento, cuya superficie estaba siendo gradualmente ocupada por las casas. De hecho, ya no quedaban restos del anfiteatro directamente visibles. Después de la Revolución francesa, las casas del barrio dejaron de estar reservadas a los canónigos, pero la topografía solo fue muy ligeramente modificada hasta el siglo XXI; aunque los muros de las casas fueron reconstruidos en mayor o menor medida, los cimientos permanecieron esencialmente en su sitio.

## Preguntas aún sin respuesta
Todavía existen incertidumbres sobre el aspecto del edificio, su estructura y sus dimensiones, que deben ser confirmadas con nuevas excavaciones, aunque los últimos estudios han mejorado mucho nuestros conocimientos sobre el tema. Más allá de estas preocupaciones estrictamente arquitectónicas, hay otras cuestiones que siguen sin respuesta.
La naturaleza de los espectáculos que acogió el anfiteatro de Caesarodunum aún no está determinada. Es de suponer que, al igual que en otros anfiteatros del Imperio romano, y en particular, de la Galia, se celebraban allí luchas de gladiadores, como en Bourges, donde se ha descubierto una estela funeraria en recuerdo de un murmillo, o ejecuciones de condenados, como en Lyon o Tréveris; más probablemente y con mayor frecuencia, se celebraban allí espectáculos más modestos. No hay restos, ni inscripciones, ni textos que den respuestas. 
Dimensiones de algunos anfiteatros del Imperio romano:
- Coliseo (Roma, Italia): 188 × 156 m;[64]
- Capua (Italia): 167 × 137 m;[65]
- Itálica (España): 157 × 134 m;[65]
- Tours:  156 × 134 m ;
- Cartago (Túnez): 156 × 128 m;[66]
- Autun: 154 × 130 m;[67]
- Nimes: 133 × 101 m.[65]

Se desconocen los motivos de la construcción de un monumento tan grande en una ciudad de tamaño medio. Esta cuestión, que se planteó durante los estudios del anfiteatro en la década de 1970, no ha sido respondida de forma satisfactoria; se agudiza aún más desde que el aforo del anfiteatro se duplicó con creces, aunque ningún acontecimiento conocido lo justificó y, por el contrario, hay indicios de que Caesarodunum ya había dejado de desarrollarse en esa época. En efecto, en su estado final, el anfiteatro de Tours, entre los más grandes del Imperio romano, quizás el cuarto más grande según los datos disponibles a finales de 2014, alcanzó dimensiones comparables a los monumentos de Autun, Itálica (España), Capua (Italia) o Cartago (Túnez), ciudades cuyo peso político y tamaño estaban fuera de toda proporción con los de Caesarodunum. Quizá no sea gratuito que algunos autores describan el anfiteatro de Tours como un "«monstruo arquitectónico».. Quizá debamos ver en ella un deseo de emulación entre las ciudades galorromanas, deseosas de mostrar su poderío construyendo más grande y más alto, en una civitas de la que aún no se conoce ningún otro monumento de espectáculo, teatro o anfiteatro.
Por último, el origen de la financiación de dicho monumento, tanto para su construcción como  no está atestiguada por ninguna fuente. Además, en un periodo de crecimiento económico aparentemente lento para la ciudad, como el de finales del siglo II, en el que se produjo la ampliación del anfiteatro, es difícil concebir quién poseía la fortuna necesaria para esta costosa operación y quién tenía interés en llevarla a cabo.

## Vestigios y estudios

### Vestigios del anfiteatro

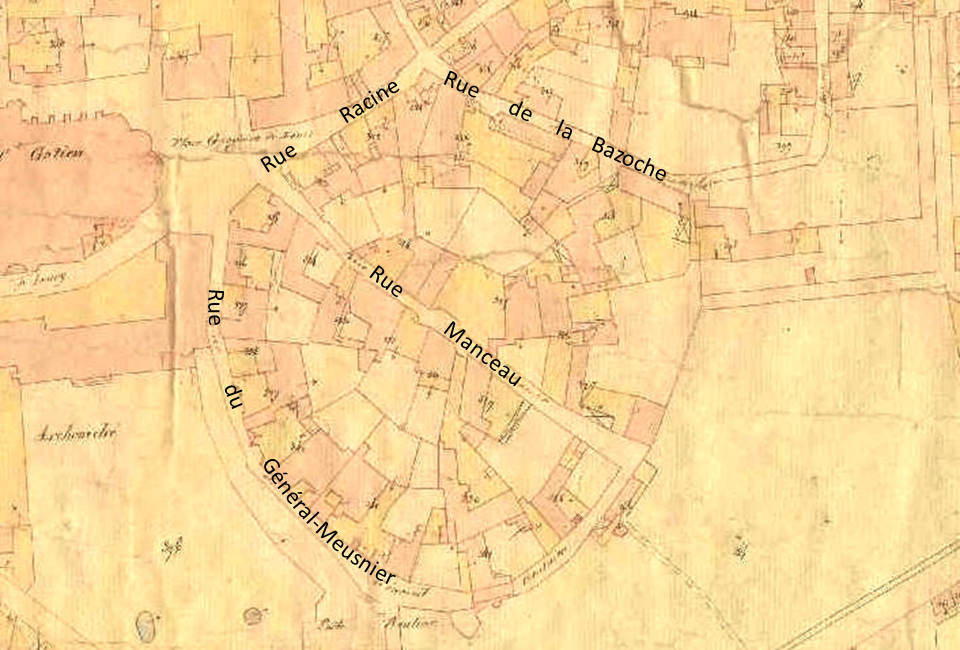
La huella del anfiteatro de Tours en el catastro napoleónico de 1836.

Para tener una visión general del anfiteatro de Tours, hay que sobrevolar la ciudad; la rue Manceau (antigua rue Creuse) desciende desde el borde de la antigua cávea por el sureste hacia la arena que atraviesa, y el trazado de la rue du Général (antigua rue de la Porte-Rouline) sigue la curva del anfiteatro de noroeste a sureste; la rue Racine y la rue de la Bazoche tocan el perímetro del monumento de noroeste a noreste. El examen de los planos catastrales, tanto napoleónicos (1836) como modernos,
es aún más sugestivo; las parcelas de las subdivisiones tienen un trazado radiado que subraya el trazado del anfiteatro; además, la parte correspondiente a la cavea está casi enteramente edificada, mientras que quedan grandes espacios sin edificar al nivel de la antigua arena.
Para apreciar la altura mínima que podía alcanzar el anfiteatro, basta con observar la pendiente de la rue de la Porte-Rouline, que fue perforada en 1642  y que conecta, de sur a norte, el terreno al pie del anfiteatro con la rue du Général-Meusnier, que se construyó en el borde de la cávea, después de que esta fuera nivelada; el mismo desnivel (unos 5 m) es claramente visible en el fondo del patio detrás de los cines Studios, en la rue des Ursulines. En realidad, la altura del anfiteatro era mucho mayor, pero los siglos han borrado parte de la diferencia de nivel al ir nivelando el monumento y acumulando escombros a sus pies. 
Para examinar de cerca los restos del edificio (figura II), es necesario acceder a las propiedades privadas del barrio y a sus sótanos; detrás del edificio de los Archivos Departamentales, un patio permite acercarse a la pared frontal del anfiteatro ampliado. El carácter macizo del anfiteatro puede explicar la escasez de los restos, ya que hay muchas menos piezas de mampostería que en un anfiteatro «clásico» con muros radiales, pero ha contribuido a su buena conservación porque han quedado protegidos al estar empotrados en el relleno.
La lista de los vestigios del anfiteatro galorromano de Tours figura en el cuadro I de abajo En 2014, ninguno de estos vestigios estaba protegido como monumento histórico, ni por registro ni por clasificación. Las medidas de protección mencionadas en el cuadro se aplican al alzado, los tejados o la decoración de las casas en cuestión, pero nunca a sus cimientos, que se basan en las ruinas del anfiteatro. Sin embargo, estas últimas se conservan gracias a la inclusión del barrio en la zona protegida de la ciudad.

Figura II: Vestigios del anfiteatro.

| Dirección o emplazamiento                                                                   | Descripción de los vestigios                                                              |
| ------------------------------------------------------------------------------------------- | ----------------------------------------------------------------------------------------- |
| 3, rue de la Bazoche                                                                        | Muro del vomitorio norte (O, A) Torre de contención (A)                                   |
| 5, rue de la Bazoche                                                                        | Muro del vomitorio norte (O, A) Torre de contención(A)                                    |
| 7, rue de la Bazoche                                                                        | Escalera de acceso (O) Muro de fortificación (F)                                          |
| 5, rue Racine                                                                               | Galería del vomitorio norte (O, A) Tour de soutènement (A)                                |
| Muro medianero de los números 5 y 7, rue Racine                                             | Muro del vomitorio norte                                                                  |
| 4, rue du Général-Meusnier                                                                  | Muro de fachada (O) Torre de contención del vomitorio oeste (A) Muro de fortificación (F) |
| 6, rue du Général-Meusnier                                                                  | Galería del vomitorio oeste (O, A)                                                        |
| 8, rue du Général-Meusnier                                                                  | Galería del vomitorio oeste (O, A)                                                        |
| 10, rue du Général-Meusnier                                                                 | Escalera del vomitorio suroeste (O)                                                       |
| 12, rue du Général-Meusnier                                                                 | Vómito del suroeste (O) Escalera del vomitorio suroeste (O) Muro de fortificación (F)     |
| Cabecera de la capilla de los lazaristas rue du Général-Meusnier                            | Muro de fachada (O)                                                                       |
| 14, rue du Général-Meusnier                                                                 | Galería del vomitorio sur (O, A)                                                          |
| 1, rue Manceau                                                                              | Muro vomitorio del noroeste (O)                                                           |
| 3, rue Manceau                                                                              | Muro de la Arena (O)                                                                      |
| 4, rue Manceau                                                                              | Galería del vomitorio norte(O, A)                                                         |
| 4bis, rue Manceau                                                                           | Galería del vomitorio este (O, A) Muro de fortificación (F)                               |
| 5, rue Manceau                                                                              | Muro de la Arena (O)                                                                      |
| 6, rue Manceau                                                                              | Galería del vomitorio este (A) Muro de fortificación (F)                                  |
| 8, rue Manceau                                                                              | Fachada del anfiteatro (A)                                                                |
| 11, rue Manceau                                                                             | Galería del vomitorio sureste (O) Fachada del anfiteatro (O)                              |
| 13, rue Manceau                                                                             | Fachada del anfiteatro (O) Muro de fortificación (F)                                      |
| Patio de los Archivos departamentales, rue des Ursulines                                    | Bloques de reparación de la fachada del anfiteatro ampliado                               |
| Abreviaturas (O) anfiteatro original ; (A) anfiteatro ampliado ; (F) anfiteatro fortificado |                                                                                           |

El anfiteatro de Tours en las calles y edificios de la ciudad
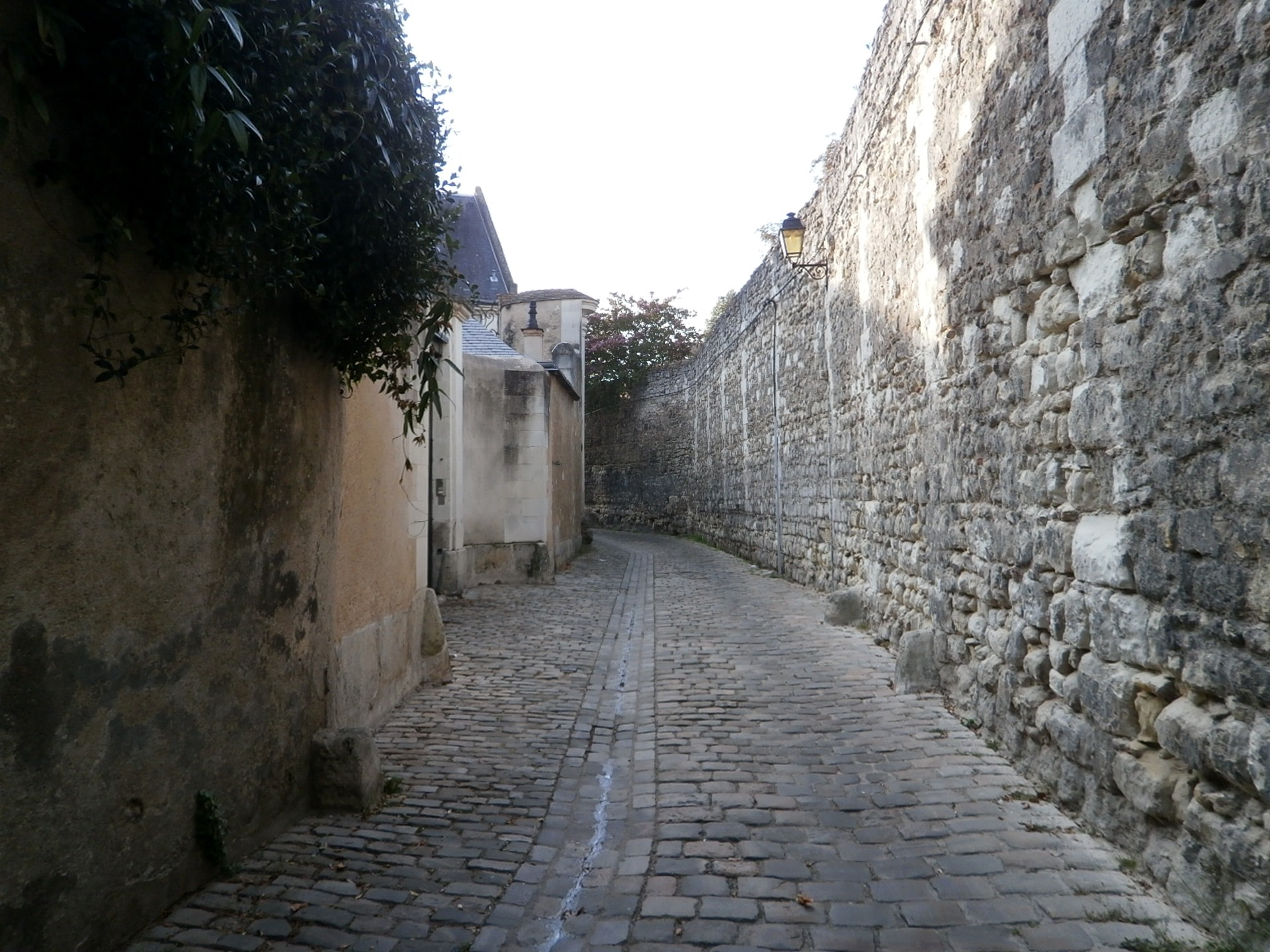
La rue du Général-Meusnier vista desde el noroeste.
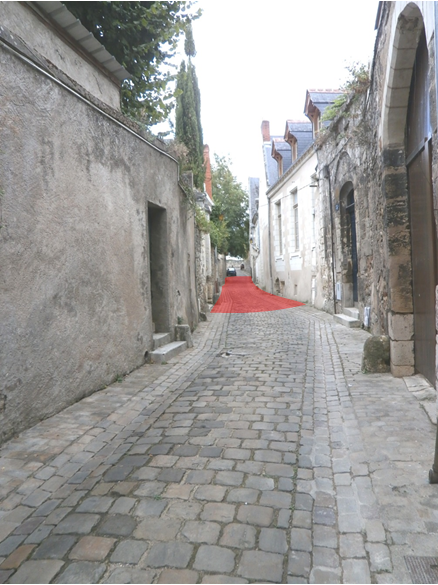
La rue Manceau vista desde el noroeste. En rojo, la arena.
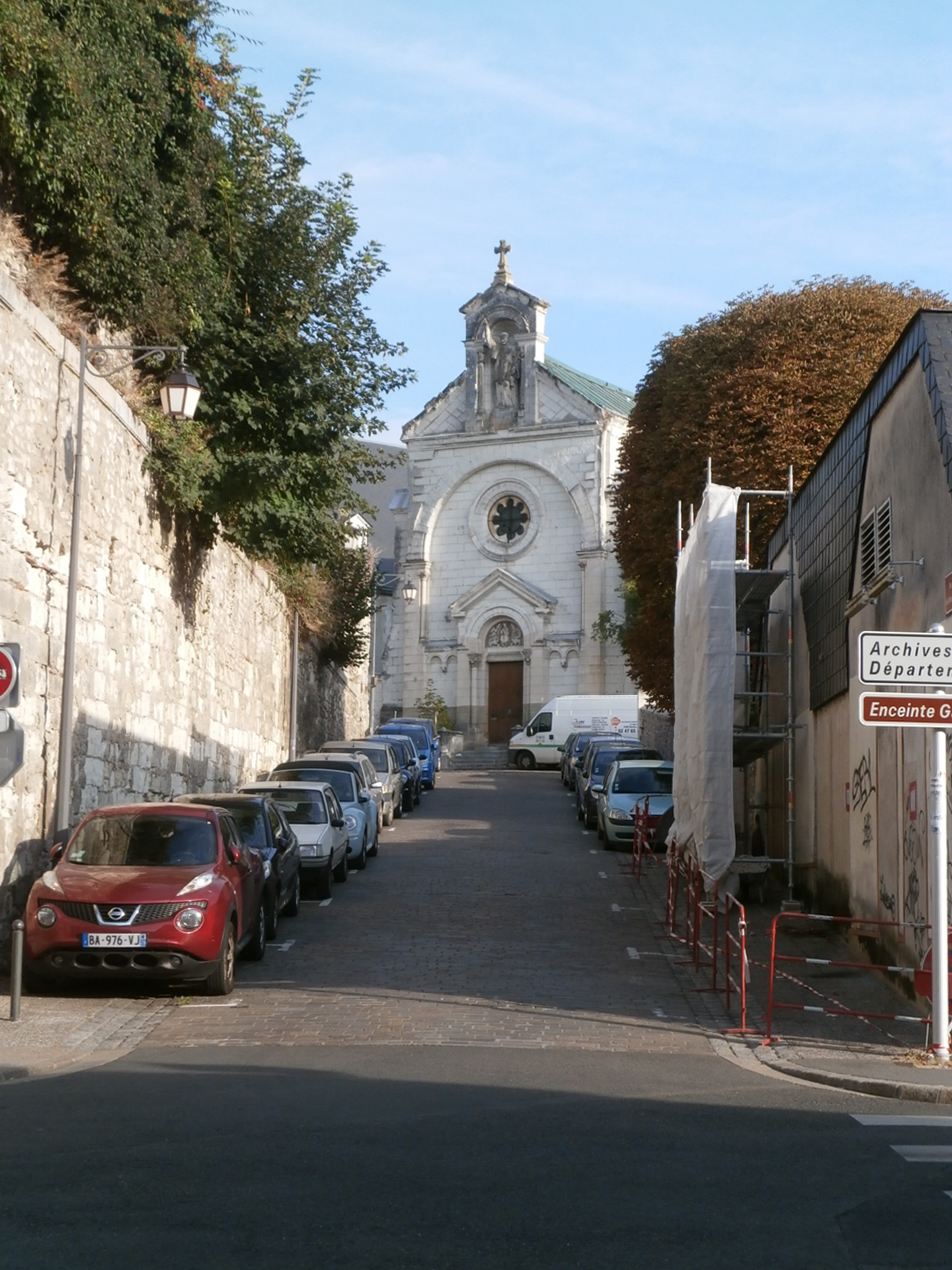
La rue de la Porte-Rouline vista desde el sur.
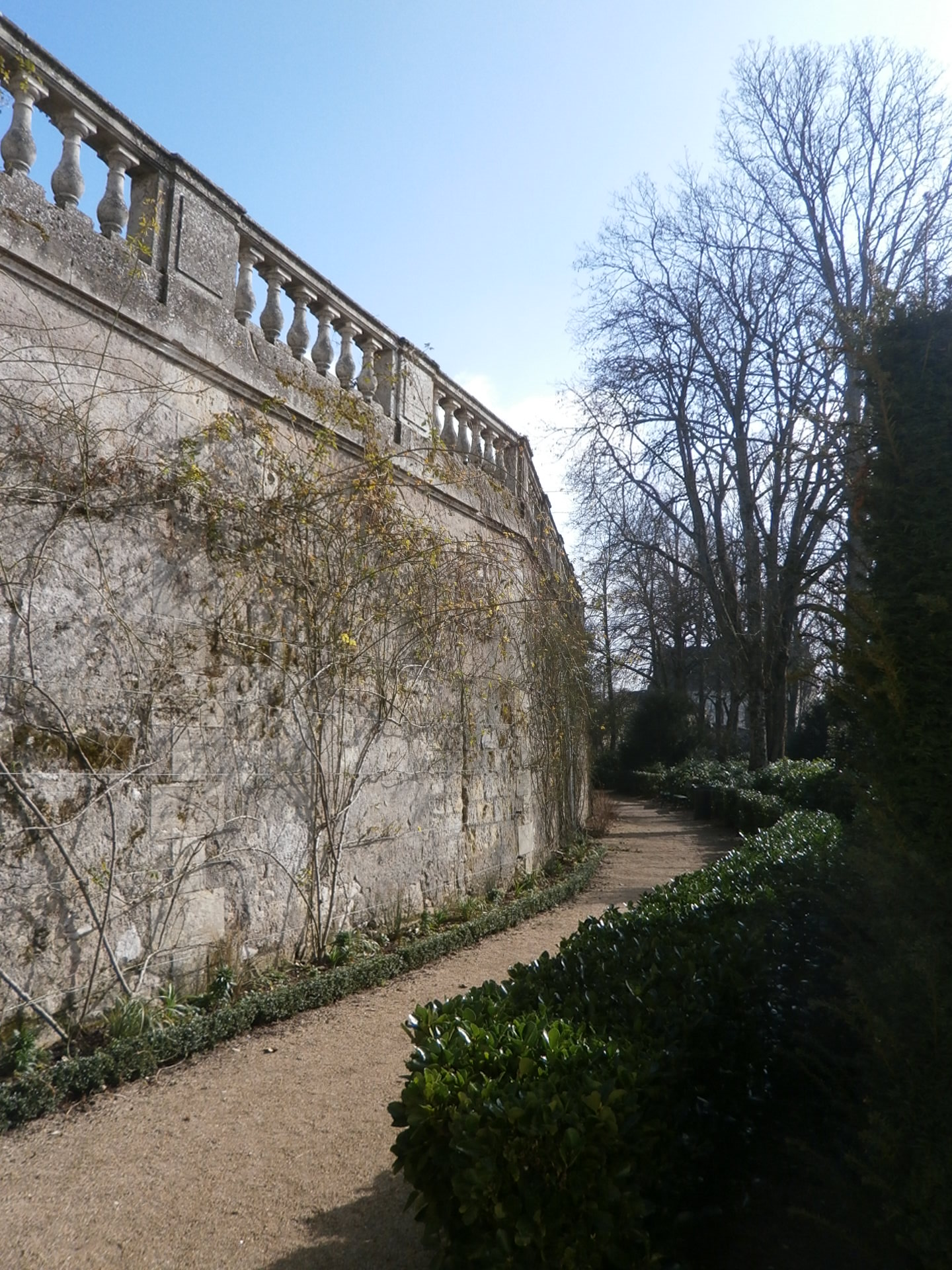
La terraza del arzobispo.
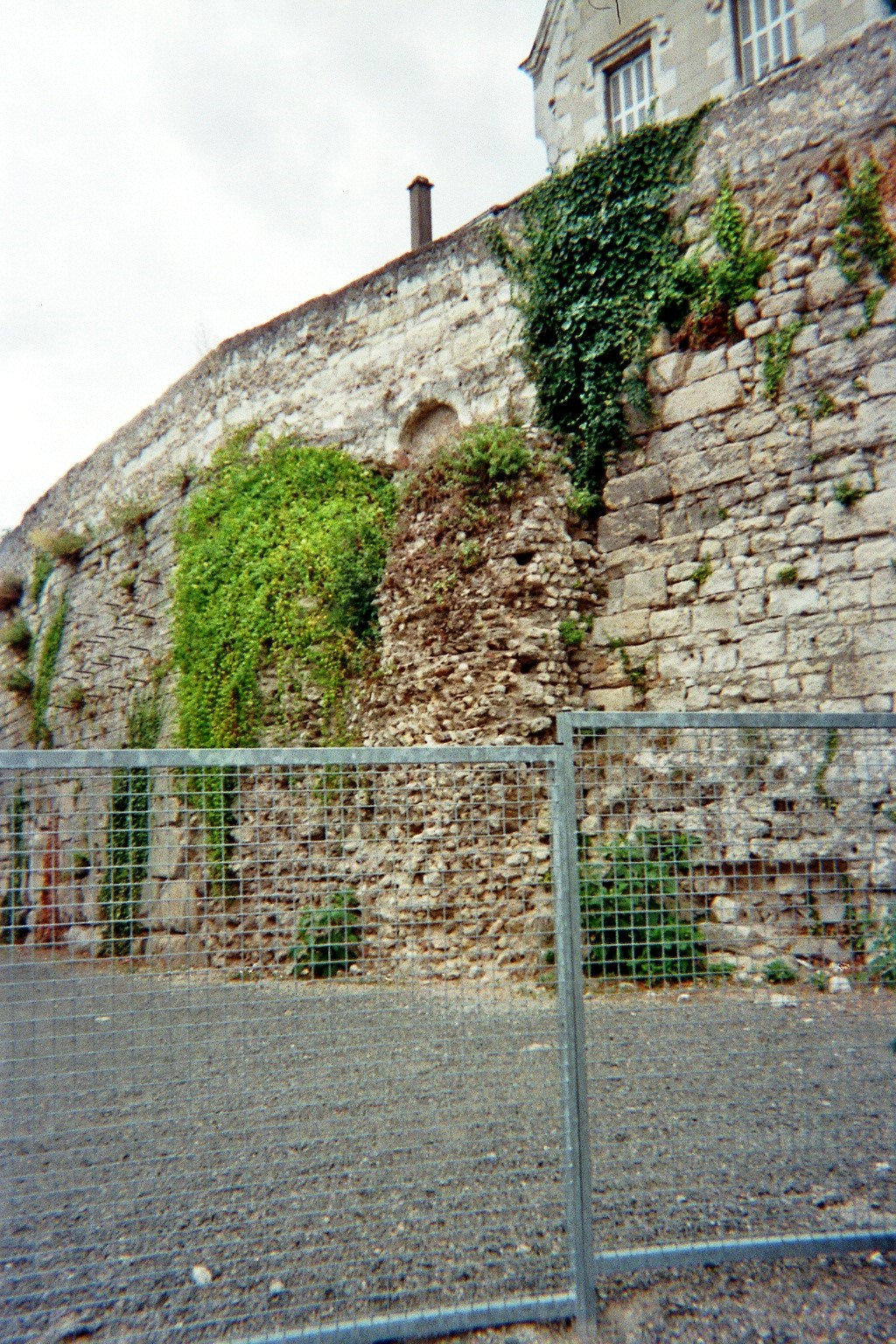
El patio de los cines Studios.

### Cronología de los estudios sobre el anfiteatro

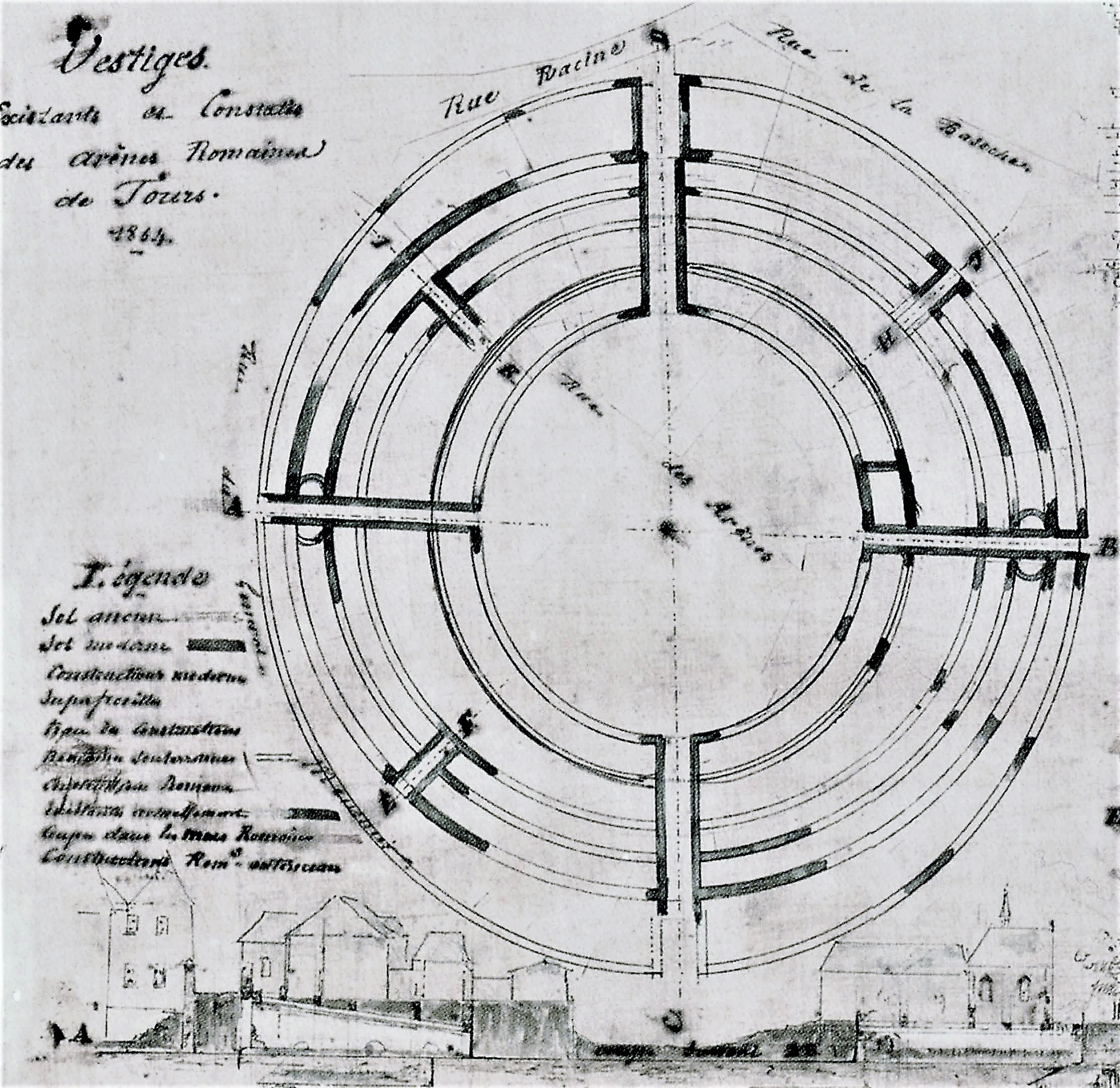
Plano del anfiteatro
(Comte de Galembert, 1853).

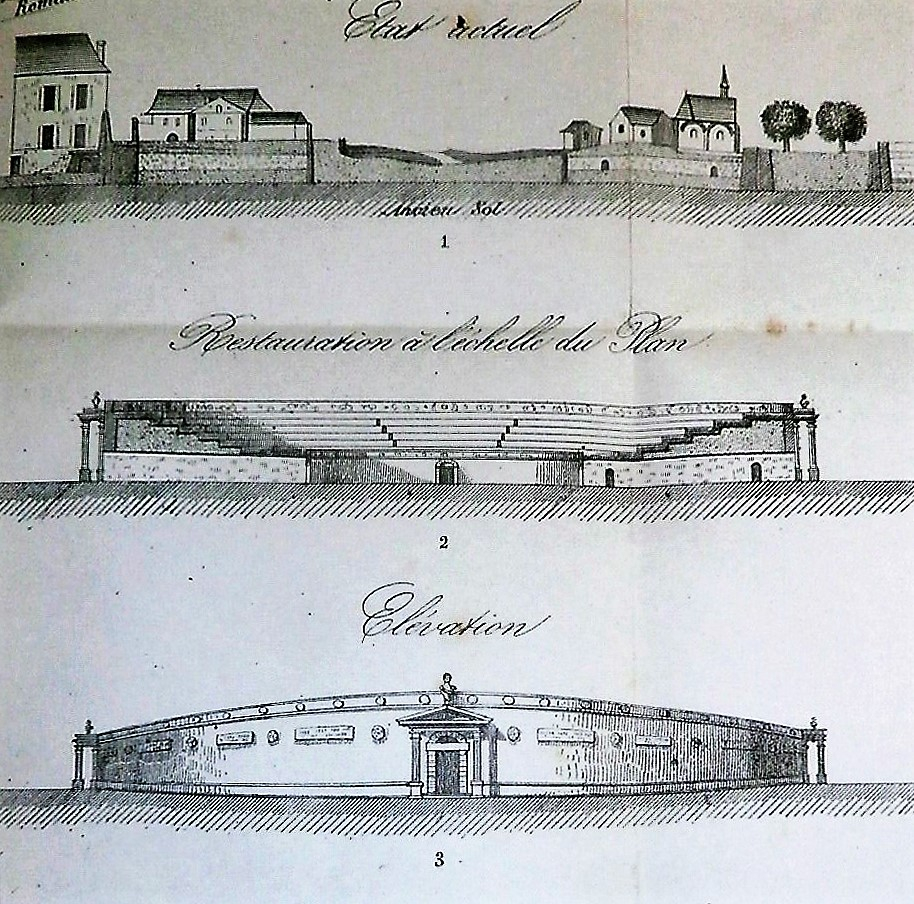
Reconstuciones del anfiteatro
(Comte de Galembert, 1853).

En el siglo XVIII, el antiguo anfiteatro había desaparecido por completo de la memoria de Touraine; el actor y arqueólogo Pierre Beaumesnil publicó en 1784 la colección Antiquités et Monuments de la Touraine, 1784; en este documento, se asombraba de la ausencia de arenas en Tours y de tradiciones que las mencionaran: era el único que sostenía esta opinión en la época. Para ello, utilizó en parte en los planos de madera que poseía, procedentes de una abadía de Touraine no localizada y desaparecida en el siglo XI; la imprecisión de los escritos de Beaumesnil sobre el tema hace que su interpretación esté sujeta a cautela. En 1828, Jean-Louis Chalmel, en su Histoire de Touraine, menciona el anfiteatro sin precisar su ubicación. En un plano del castrum elaborado hacia 1829 por Noël Champoiseau, el muro sur era perfectamente recto, lo que el autor confirma en el texto que acompaña al plano «[El muro] partía de la torre que aún se conserva en el patio del palacio arzobispal; llegaba en línea recta hasta la torre del Cupido...».
La Société archéologique de Touraine (SAT), fundada en 1840 en un contexto nacional de gran interés por la arqueología, desempeñó un papel clave en la historia del redescubrimiento del anfiteatro. En 1853, bajo la presidencia del abate Jean-Jacques Bourassé, creó una comisión para inventariar las antigüedades galorromanas de Tours. La presencia de los canónigos en esta comisión facilitó en gran medida el acceso a las propiedades y residencias, algunas de las cuales seguían siendo habitadas por religiosos. Durante las excavaciones en las salas abovedadas de los sótanos de las casas pertenecientes al barrio de la catedral, los miembros de la comisión dirigida por el general de Courtigis  se dieron cuenta de que no estaban explorando los restos de unas termas monumentales, como creían ellos y muchos historiadores —uno de los edificios en cuestión sigue llamándose «Justice des bains»— sino los de un anfiteatro. En su informe fechado en 1853, el general de Courtigis expresaba su asombro por el hecho de que nadie se hubiera fijado en estos restos y los hubiera interpretado adecuadamente: «Me resulta difícil explicarme cómo es posible que un monumento así, por falta de tradición, haya permanecido durante tanto tiempo ignorado o incluso dudado; pues bastaba considerar con cierta atención las direcciones radiales de los principales edificios de este barrio, para quedar convencido de que esta disposición anormal solo podía estar determinada por un estado muy particular del subsuelo, estado que sólo puede referirse a las ruinas de un anfiteatro».
La comisión de estudio concluyó que «la opinión unánime, que se fue formando en la mente de cada uno de sus miembros [...]», de que los restos descubiertos y descritos eran efectivamente los de un anfiteatro.
A principios del siglo XX, la pasión por la arqueología seguía siendo evidente, pero la Primera Guerra Mundial interrumpió todos los estudios; la falta de investigadores y un cierto desinterés en el periodo de entreguerras no contribuyeron a la reanudación de los trabajos arqueológicos. Sin embargo, en 1938, el barón Henry Auvray, miembro del SAT y entusiasta de la historia antigua, retomó los trabajos del general de Courtigis y publicó en 1939 una síntesis de todas sus observaciones bajo el título La Touraine gallo-romaine. La Segunda Guerra Mundial le impidió ir más allá. Henry Auvray murió en 1947.

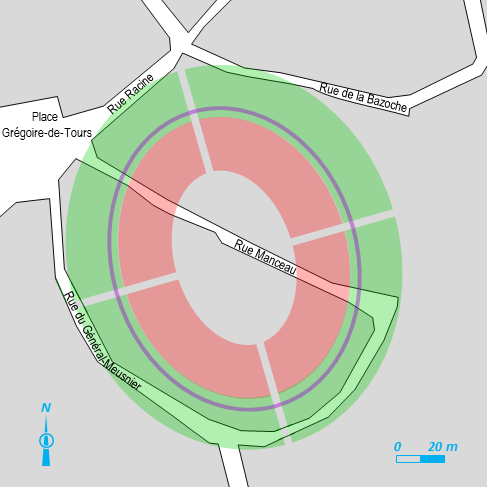
Reconstrucción esquemática de los anfiteatros de Tours en un plano moderno,
Rojo: anfiteatro original ;
Verde : anfiteatro ampliado (
Violeta: muro de fortificación.

En 1960, con el apoyo del grupo de scouts franceses que dirigía, el abate Jean-Paul Sazerat reanudó las observaciones de los restos del anfiteatro; en 1971, la tarea fue continuada por el club arqueológico del Liceo Paul-Louis-Courier bajo la dirección de Jacques Dubois; se encargó a un topógrafo la realización de los estudios y la elaboración de los planos. Bajo la doble firma de Jacques Dubois y Jean-Paul Sazerat, la síntesis de todos estos estudios fue objeto de varias publicaciones en 1974  y 1977  en los boletines y memorias de la SATA.
En 1978, un proyecto (no concretado) de ampliación del edificio de los archivos departamentales, brindó la oportunidad de realizar excavaciones al pie del muro del castrum, en la parte curvilínea del sureste del anfiteatro. Este estudio nos ha permitido comprender mejor la historia del anfiteatro durante su fortificación individual en el siglo III, así como durante sus reparaciones posteriores en la Alta Edad Media.

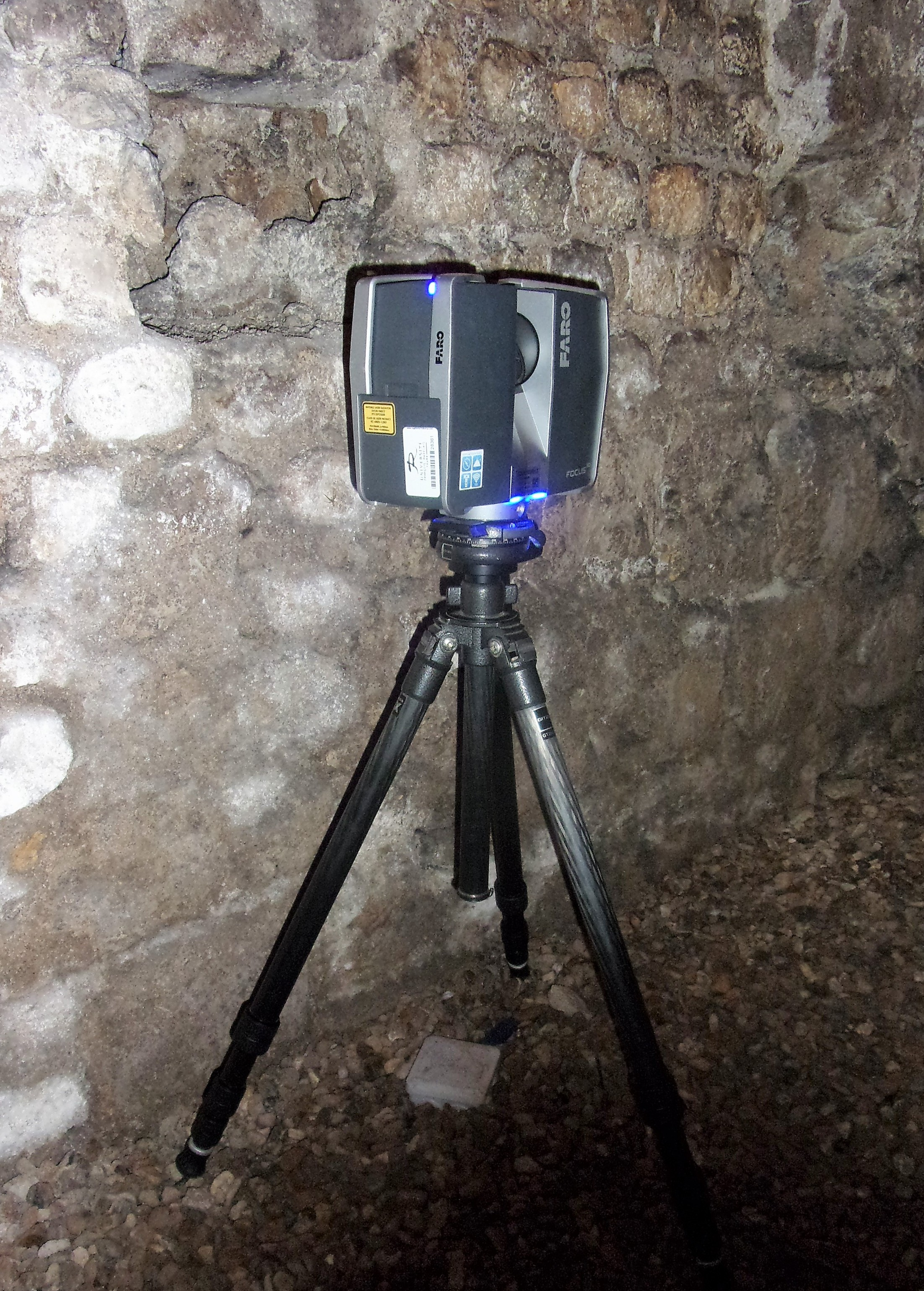
Escáner 3D en acción en un vomitorio.

En 1980, el arqueólogo Jason Wood emprendió un estudio exhaustivo del castrum. Publicado en 1983, el estudio confirma el papel del anfiteatro en la fortificación del siglo IV.
El descubrimiento fortuito de nuevos restos en los sótanos en 2000 y 2001, así como el hallazgo, en los archivos de la SAT, de planos y anotaciones elaborados por de Courtigis, brindaron la oportunidad de reexaminar todos los datos arqueológicos y bibliográficos relativos al anfiteatro de Tours, pero también de llevar a cabo una nueva campaña de prospección exhaustiva de los restos, acompañada de su geolocalización sistemática y de prospecciones con un escáner tridimensional. Esta obra de gran envergadura, que no se completó en 2017, dará lugar a la creación de planos extremadamente precisos (escalas de 1/1000 y, sobre todo, 1/20). Ya ha permitido ofrecer una nueva visión del monumento y de su historia, objeto de varios capítulos de una publicación dedicada a Tours antigua y medieval.
En 2008, Bastien Lefebvre, en su tesis doctoral en arqueología, publicada y reproducida en varios libros, estudió la evolución del barrio canónico de Tours, parte del cual está construido sobre las ruinas del anfiteatro, a lo largo de los siglos. Aunque el anfiteatro no era el eje central de su obra, describió cómo se fue integrando en los cimientos y sótanos de las casas y cómo su presencia configuró la topografía del barrio.